# カーメン
カーメン (ドイツ語: Kamen, ドイツ語発音: [ˈkaːmən] ( 音声ファイル)) はドイツ連邦共和国ノルトライン＝ヴェストファーレン州のウンナ郡に属する。ルール地方の工業都市である。人口は約43,000人。ルール地方東部に位置するハンザ都市である。カーメンはかつて Camen とも表記された。

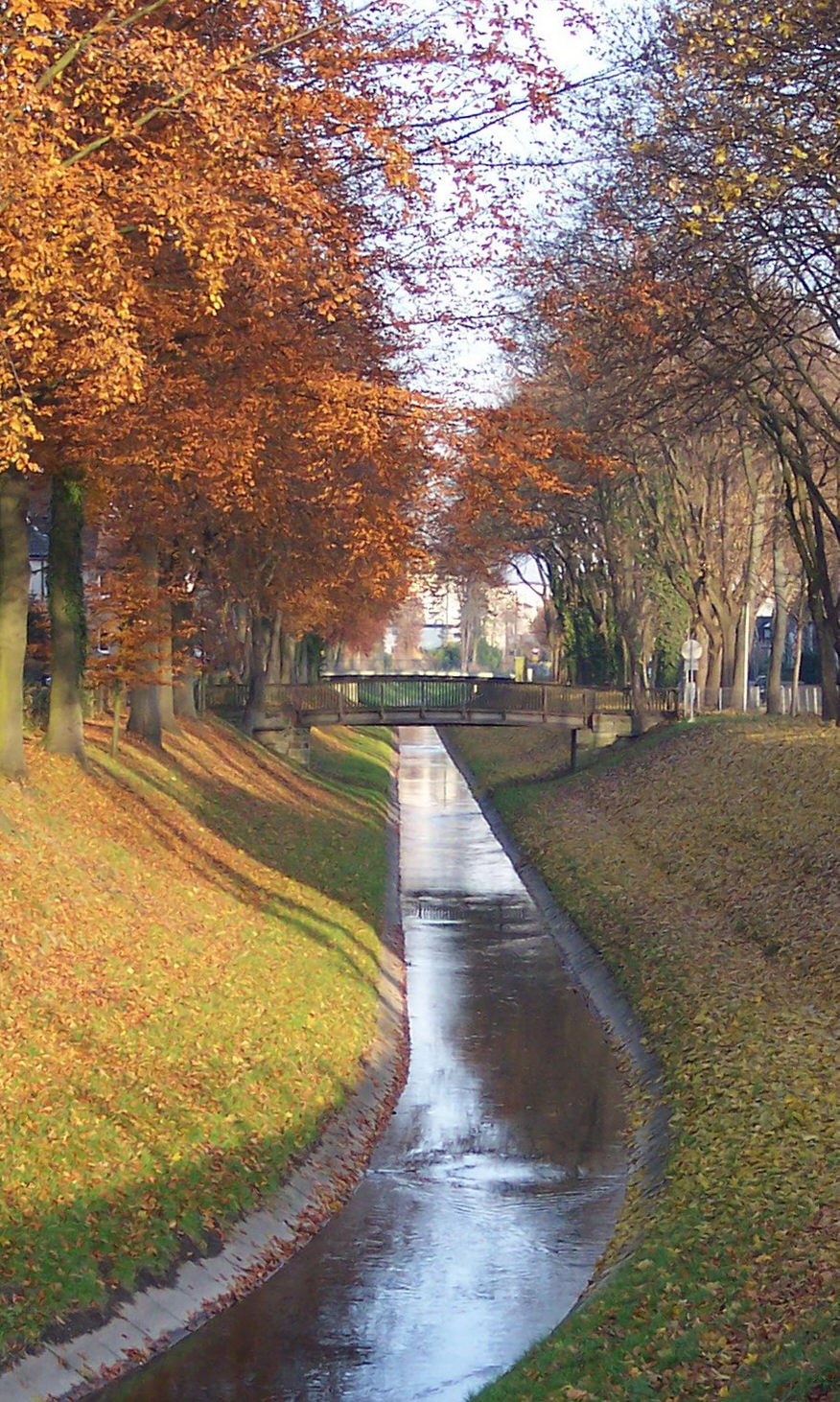
カーメン市内を流れるゼーゼケ川

## 地理
カーメンはヴェストファーレン盆地の南端に位置しており、中央ドイツ丘陵の最初の尾根にあたるハールシュトラングのすぐ北側に位置している。また、郡庁所在地で南の隣街であるウナを中心とするヘルヴェーク地域の近くに位置している。
東から西に向かって流れるゼーゼケ川に、ドルトムント東部から流れていきたケルネ川がカーメン市街地の北西の外れで合流する。これらの2本の川は何世紀にわたって排水機能を果たしてきたが、現在は再自然化され、人工的に蛇行して流れている。ゼーゼケ川はリューネン内市街でリッペ川に合流する。
カーメンは、ドイツで最も重要なジャンクションの1つであるカーメン・ジャンクションの南西角に位置している。
市域は、東西に走る幹線鉄道ドルトムント - ハム線によって分断されている。このため1970年台初めに鉄道を跨ぐ高架道路（連邦道 B233号線）ができるまで、踏切を渡らなければならず、市内交通や南北方向の地域交通にひどい交通問題が生じていた。
カーメンは自然にやや乏しい。市内にはポスト公園、市立公園、コッペル池公園、ガルゲンベルクの公園、ゼーゼケ川沿いの木立など小さな緑地が存在するだけである。市境の近くには2つの森がある。西がドルトムント市に属すクルラー・ブッシュ、東がカーメンに属すヘーレナー・ホルツである。カーメンのいくつかの地区は、農地によって互いに隔てられている。カーメンの環境は、とても肥沃で収穫量の多いヴェルル・ウナー・ベルデの周縁部にあたる。

### 隣接する市町村
カーメンは、北から時計回りに、ベルクカーメン、ハム、ベーネン、ウナ、ドルトムント、リューネンと境を接している。

### 市の構成
カーメン市は、4つのオルツシャフト（法的な地区）と6つのシュタットタイル（統計、行政管理上の地区）からなる。
オルトシャフト:
- カーメン＝ミッテ（カーメン中央、ロットゥムとデルネを含む）
- ヘーレン＝ヴェルヴェ
- メトラー（ヴェスティックとヴァッサークルルを含む）
- ジュートカーメン（カーメン＝ジュートを含む）

シュタットタイル（市区）:
- カーメン＝ミッテ
- ヘーレン＝ヴェルヴェ
- メトラー（ヴェスティックとヴァッサークルルを含む）
- ジュートカーメン（カーメン＝ジュートを含む）
- ロットゥム
- デルネ

| 市区                             | 市区         | 人口      | 面積     | 人口密度     |
| -------------------------------- | ------------ | --------- | -------- | ------------ |
| カーメン＝ミッテ（カーメン中央） | Kamen-Mitte  | 20.940 人 | 7.4 km²  | 2,830人/km²  |
| メトラー                         | Methler      | 11,602 人 | 12.6 km² | 921 人/km²   |
| ヘーレン＝ヴェルヴェ             | Heeren-Werve | 8,277 人  | 10.1 km² | 820 人/km²   |
| ジュートカーメン（南カーメン）   | Südkamen     | 4,673 人  | 6.0 km²  | 778 人/km²   |
| デルネ                           | Derne        | 75 人     | 2.5 km²  | 30 人/km²    |
| ロットゥム                       | Rottum       | 94 人     | 2.3 km²  | 41 人/km²    |
| 計                               | 計           | 45,661 人 | 40.9 km² | 1,116 人/km² |

人口は2012年12月31日現在で、カーメンを副住所とする人口を含む。

## 歴史

### 市町村合併
1968年1月1日に、それまで独立した町村であったデルネ、ヘーレン＝ヴェルヴェ、メトラー、ロットゥム、ジュートカーメンが本市に合併した。

## 住民

### 人口推移
人口推移は、ルール地方の工業化に典型的なカーブを描いている。カーメンでは、モノポール坑とケーニヒスボルン坑の採掘に伴い、人口が増加した。
1910年12月1日にこの街の人口は、10,754人であった。
鉱業危機とヘーレンおよびメトラーの合併以降人口は安定しており、5万人の閾値をわずかに下回っている。ノルトライン＝ヴェストファーレン州のランデスデータバンクによれば、2023年12月31日現在のカーメンの人口は、43,001人であった。

### 人口統計
Wegweiser-Kommune が公開している人口統計、社会統合、社会学分野のデータによれば、カーメンの数値は以下の通りである。
- 18歳未満の比率: 15.3 %（2019年現在）
- 65歳以上の比率: 24.0 %（2019年現在）
- 外国人の比率: 9.6 %（2019年現在）
- 失業率（労働人口（15歳から64歳）に占める失業者の割合）: 5.8 %（2019年現在）

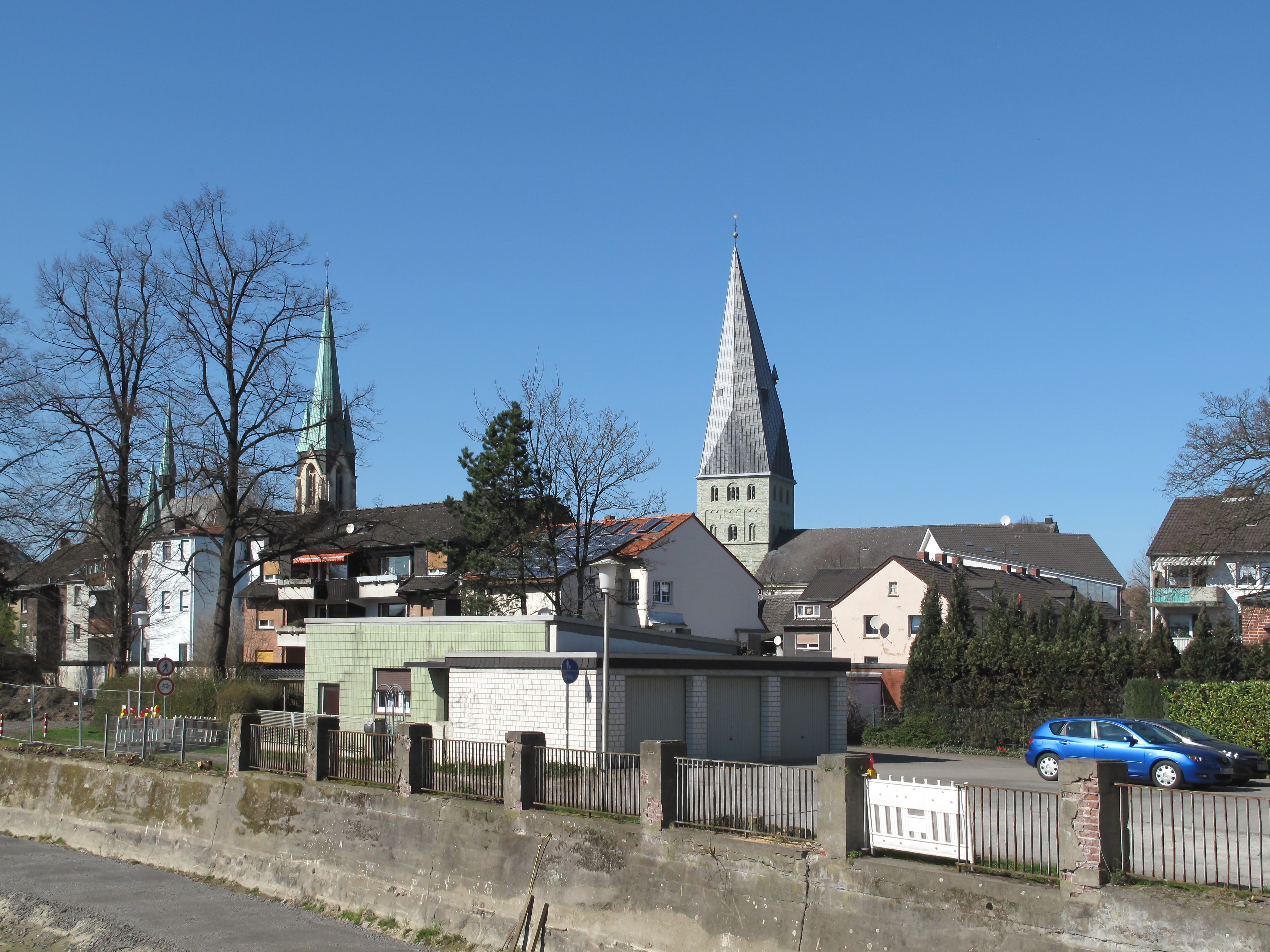
カーメン中心部

### 宗教
カーメンでは1540年頃に、カーメンの聖ゼフェリン教会、メトラーの聖マルガレーテ教会、ヘーレンの教区教会が福音主義ルター派の信仰を初めて受け容れた。カーメンとヘーレンの教会は1600年頃に改革派教会に転じたが、カーメンの少数とメトラーではルター派に留まった。1740年頃にカーメンの少数派が固有の教会を設けた。現在のルター教会である。カーメンの福音主義教会はこれと一体化し、その結果ゼフェリン教会はパウルス教会と改名された。19世紀の鉱業開始後の労働力流入により、20世紀初めにカーメンの聖家族教会、メトラーの聖マリエン・カイゼラウ教会（2008年からカーメン＝カイゼラウ司牧連合）、ヘーレン＝ヴェルヴェのヘルツ・イエズ教会の3つの教会を有するカトリック組織が形成された。後の労働移民によりカーメンの特に北部市区ではイスラム住民比率が上昇した。リューナー・ヘーエにこれに応じたイスラム文化組織が存在した。その他の宗教はカーメンではそれほど盛んな活動がなされていない。

## 行政

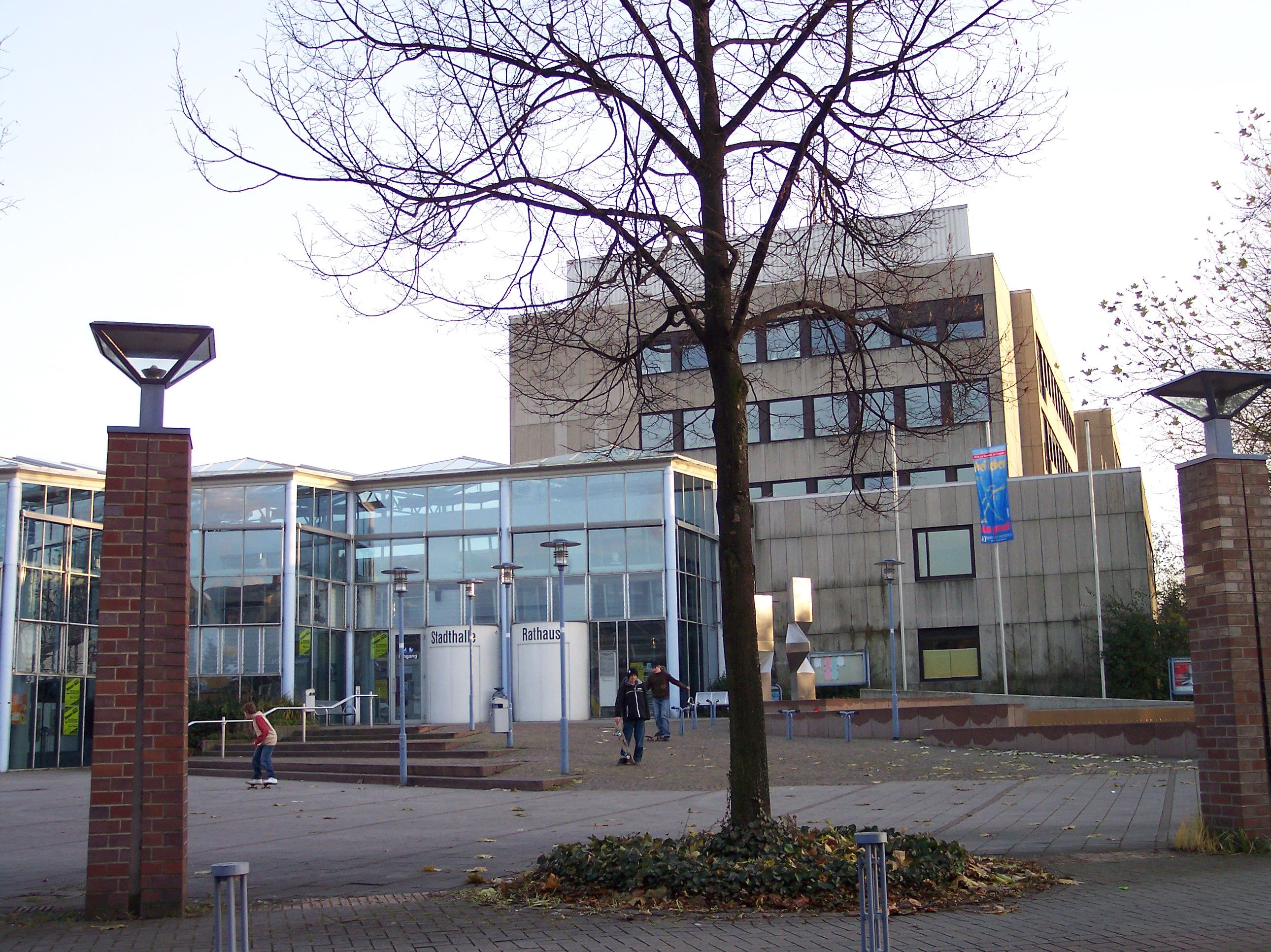
カーメン市庁舎

### 議会
カーメン市議会は、2020年の市議会選挙以後は50議席に増員された。

### 首長
エルケ・カッペン (SPD) は、2018年8月1日に女性で初めてカーメンの市長に就任した。彼女は2018年7月1日の市長選挙決選投票で 54.3 % の票を獲得した。

### 行政機能
カーメンの行政機能は、内市街の西門前に建設された新市庁舎に集約されている。市民大学や市立文書館といったいくつかの行政分野は、他の市の建物に外注している。

### 紋章
カーメン市の紋章は、金地にマルク伯の市松模様の帯と歯車が描かれている。
市松模様の帯は、中世の領主マルク伯家の紋章である。歯車はカーメン市の紋章として追加されたものである。その意味については諸説ある。ある説は、水車の輪であるとし、別の説ではヴェストファーレンのフェーメ（中世に主に死刑裁判を扱った秘密法廷）を表すとも、あるいはゲルマンの日輪の象徴であると言われる。1912年に上に3本の塔がある壁をクレストとして戴き、先端の尖ったスペイン型の盾が国によって指定された。この型は中世からの伝統を持つ都市のほとんどに適用された。クレストとして描かれる壁は、ドイツの防衛力を強調するものであった。カーメン市は1990年台に再び、壁のクレストがない歴史的な形式の紋章に戻した。

### 姉妹都市
カーメンは以下の都市と姉妹都市協定を結んでいる。
| - モントルイユ＝ジュニェ（フランス、メーヌ＝エ＝ロワール県）1969年 - エンゲルホルム（スウェーデン、スコーネ県）1978年 - エイラート（イスラエル、南部地区）1979年 - ベースコウ（ドイツ、ブランデンブルク州）1990年 | - バンドゥルマ（トルコ、バルケスィル県）1999年 - スレンチン（ポーランド、ルブシュ県）2002年 - ウンケル（ドイツ、ラインラント＝プファルツ州）2005年 |

## 文化と見どころ

### 建築

#### カーメン旧市街

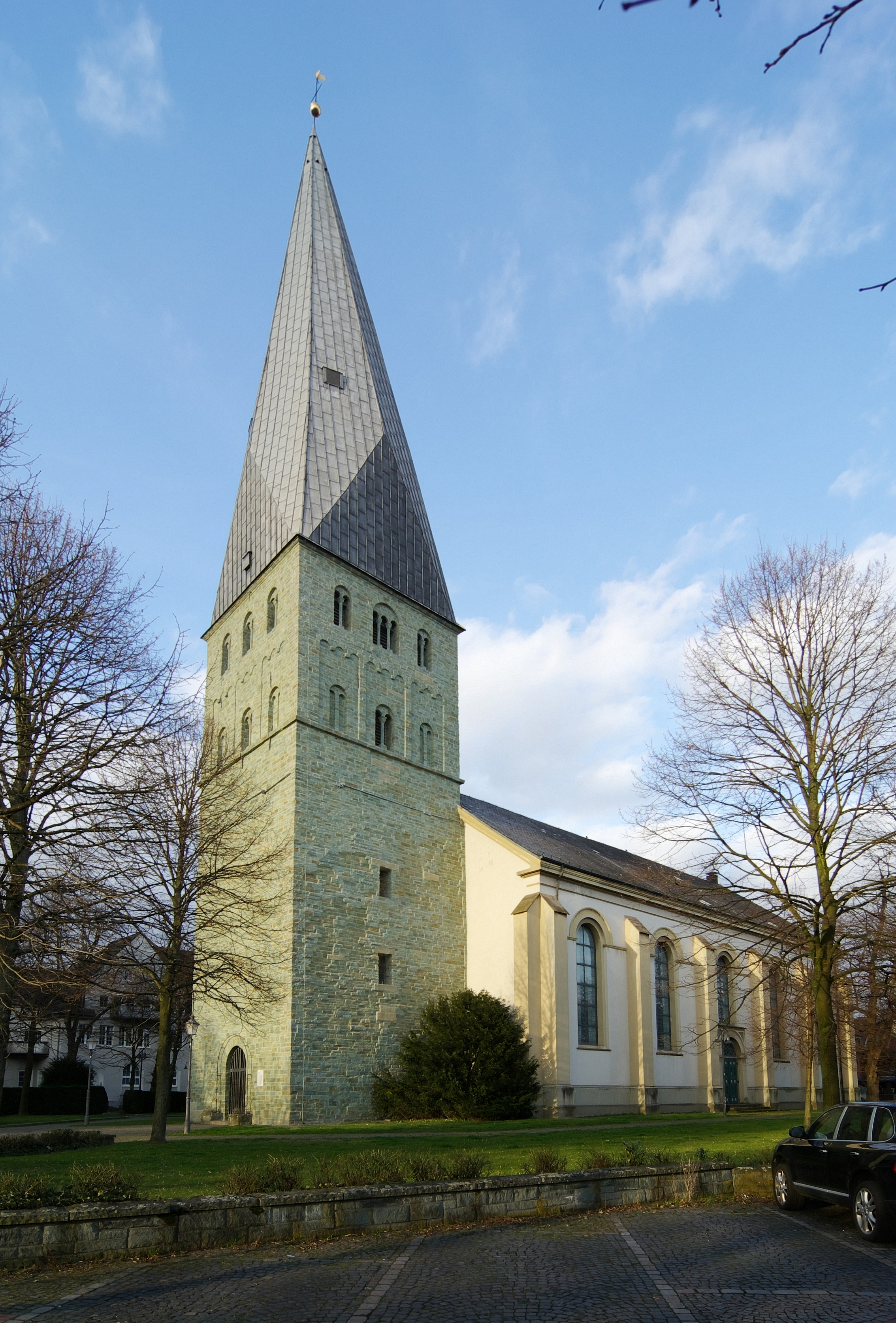
パウルス教会

##### パウルス教会
パウルス教会の、緑色砂岩で造られたロマネスク様式の教会塔と現在は存在しない身廊は12世紀に建設された。塔の屋根（地元では「シーファー・トゥルム」（＝斜塔）と呼ばれる）は、14世紀に建設する際に主な風向きに対して意図的に傾けられた。この古い塔は1800年頃に嵐によって反対向きに傾いて、教会堂が破壊された。再建後、塔は風向きと反対向きに造られたため、もし倒れたとしても、教会堂とぶつかることはない。この斜塔が建設された結果大きな広場と無人の建物が塔の前にできた。この塔は現在カーメンの象徴的建造物となっており、単純化された形（輪郭線）で街のロゴに描かれている。この塔は、砂岩の一部が壊れて崩れたため、長い時間をかけて修復された。現在のこの福音主義市教会の長堂は、1844年から1849年にネオロマネスク様式で新たに建設された。

##### ヴァイセ通りとアルター・マルクト
市の中心部に位置するヴァイセ通り（直訳: 白い通り）には美しく、保存状態の良い木組建築が遺されており、アルター・マルクト（直訳:　旧市場広場）をはさんで旧市庁舎の向かい側に位置している。

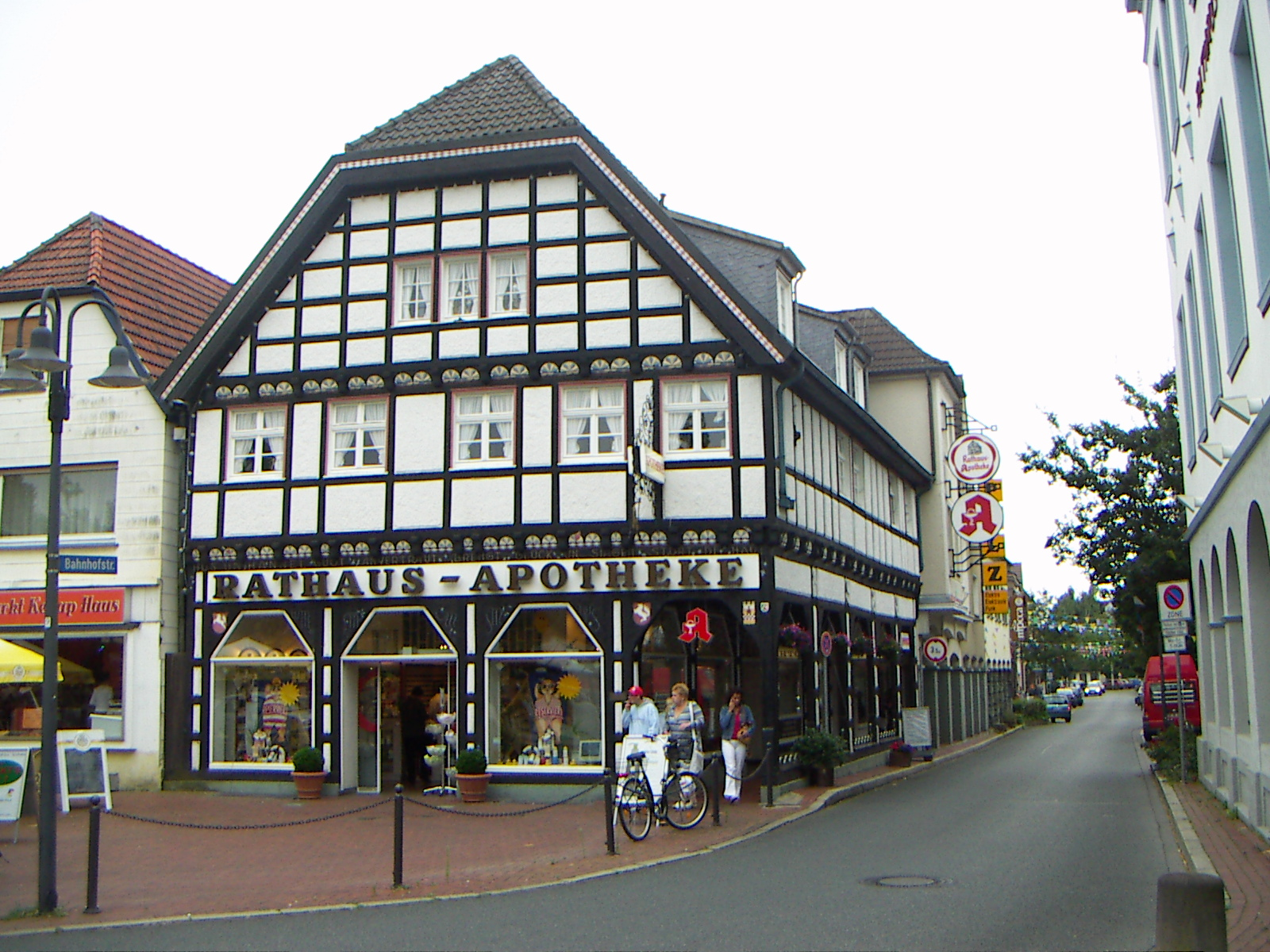
ラートハウス薬局

##### ラートハウス薬局（市役所薬局）
この木組建築は、開放的なコロネードを持つ珍しい木組建築である。

##### ディー・クヴェレ
「ディー・クヴェレ」は、マルクト広場の現代的な泉である。

##### ケーマー通り5番地
この小さな2階建ての建物は、元々おそらく倉庫として建設された。この建物は16世紀に建設された。納屋の改築は1865年になされた。

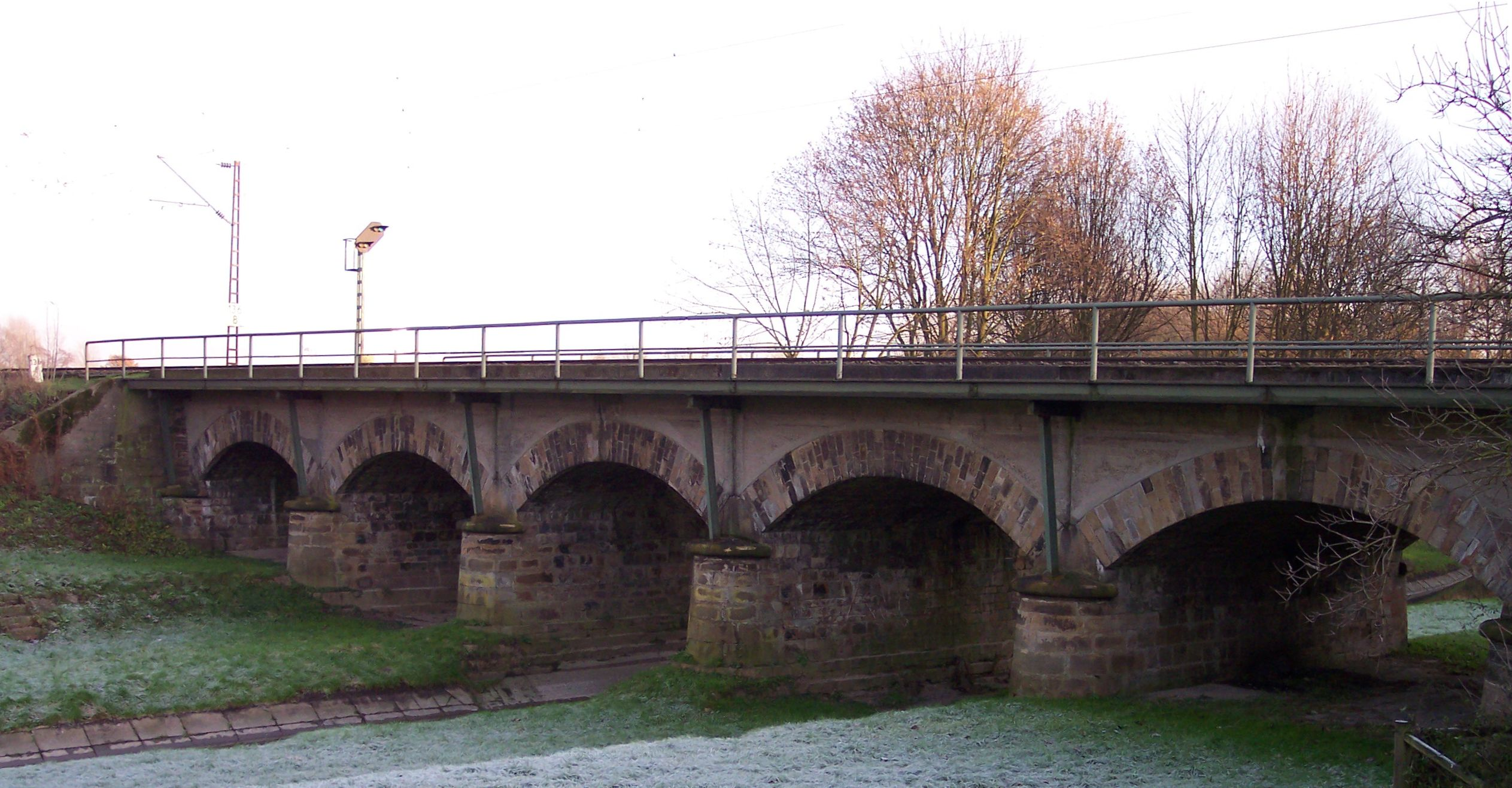
5連アーチ橋

##### 5連アーチ橋
ケルン - ミンデン鉄道のために、ゼーゼケ川の川床に打ち込まれた数千本のオークの柱の上に1846年に建設され5連アーチ橋は、オリジナルな状態で保存されている石橋である。この橋はドイツに現存する鉄道橋の中で最も古いものの1つである。この橋に2015年に金色の欄干を持つ防音壁が設けられた。この壁は眺めを制限し、古い建築の姿を変えてしまったため、多くの住民がこれを受け容れていない。

##### 駅舎
カール・フリードリヒ・シンケルのマスタープランに従って1848年に建設された駅舎は、修復されてオリジナルの姿で遺されている。この駅舎とゼーゼケ川の橋梁は、工業文化ルートの一部になっている。

#### ヘーレン＝ヴェルヴェ
- ヘーレン城: 1606年に建設された初期バロック様式の水城である。この城は現在、プレッテンベルク家の所有となっている（内庭へ入ることは可能である）。
- ロルマンスブルネン: 工業化初期に活用された塩泉である。1844年に隣接するケーニヒスボルン製塩所のために掘削された。ポンプハウスも保存されている。

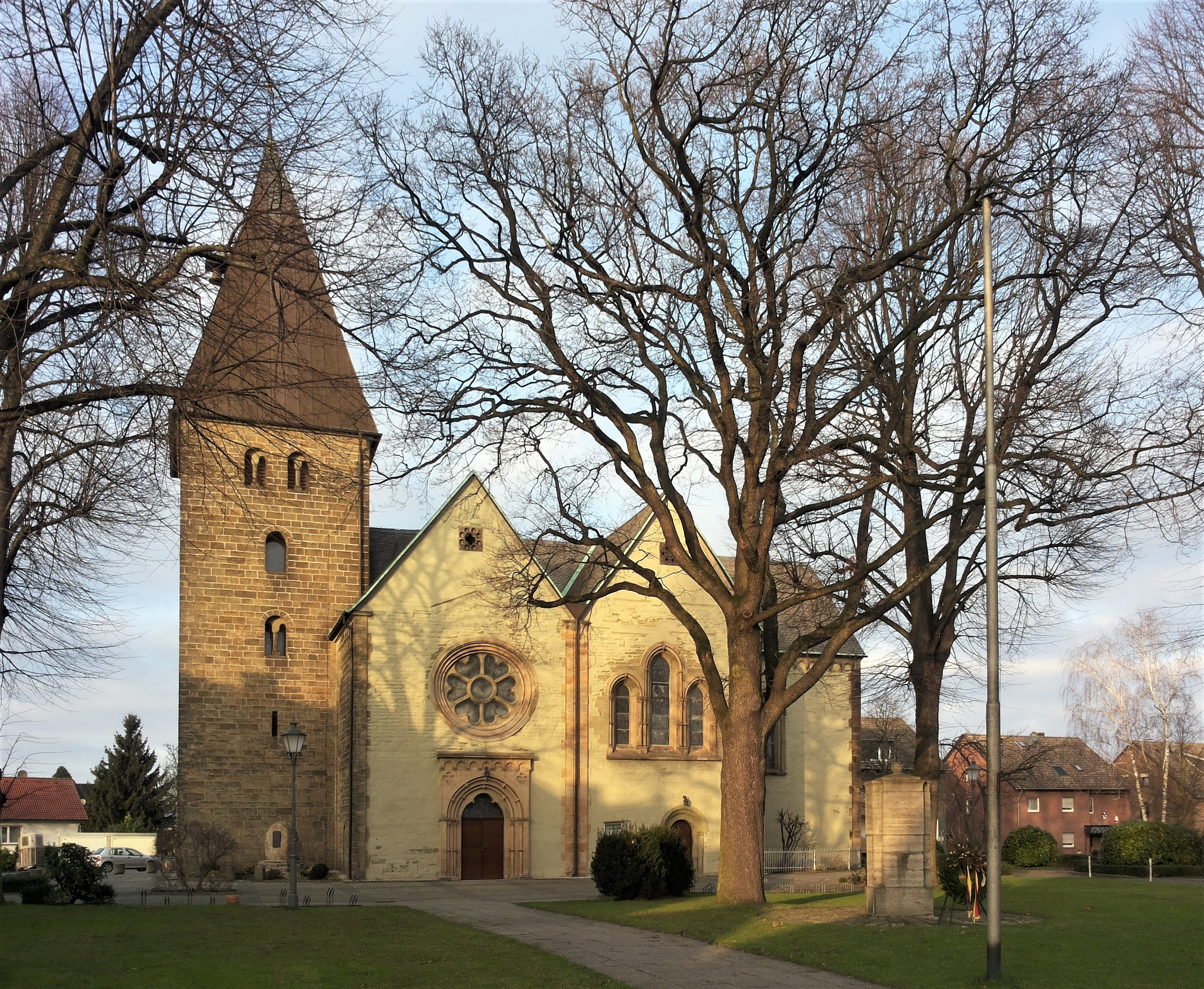
メトラーのマルガレーテン教会

#### メトラー
- マルガレーテン教会: 12世紀に建設された後期ロマネスク様式のハレンキルヒェで、祭壇室には特別な天井画が描かれている。

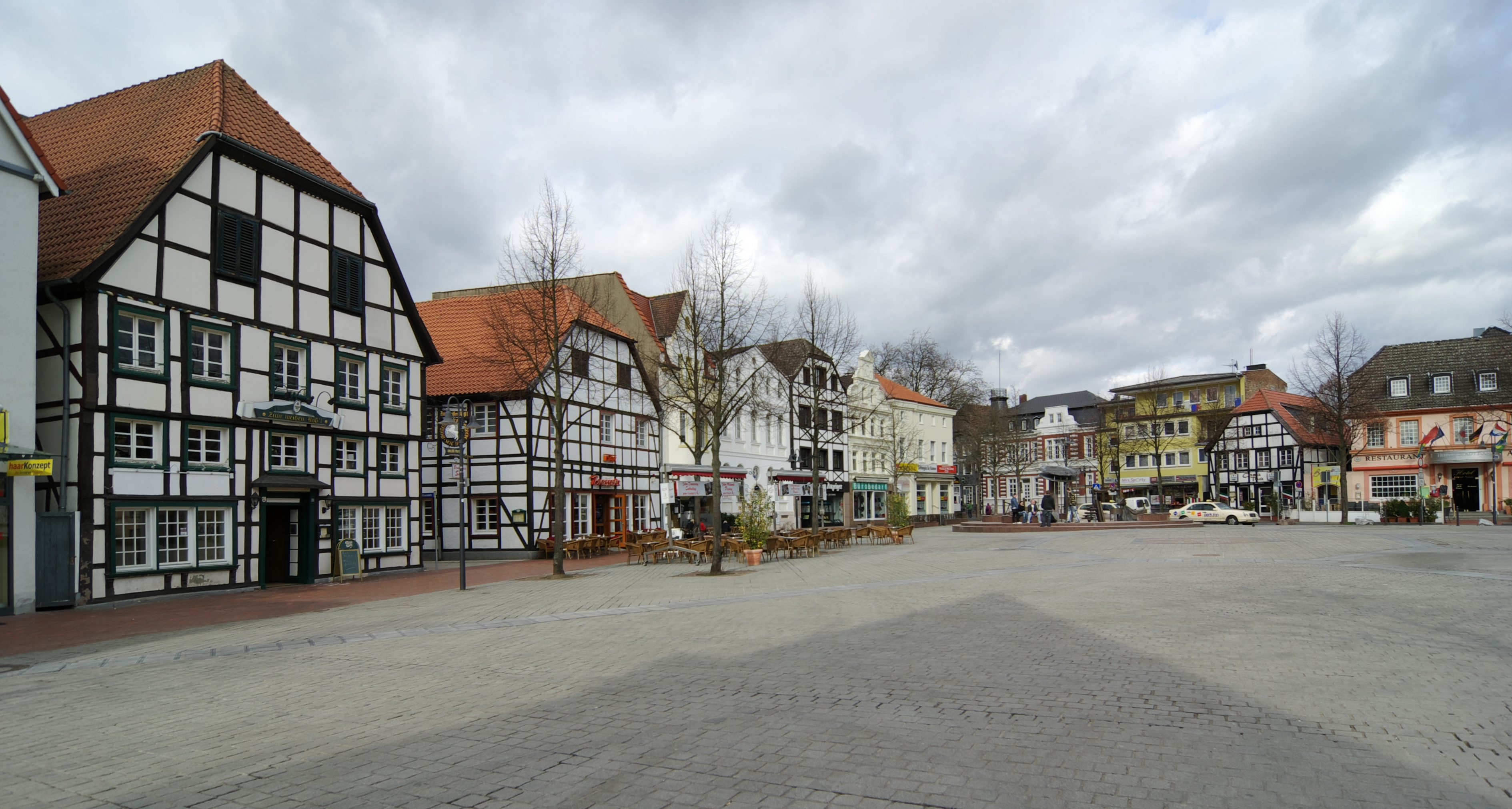
アルター・マルクト
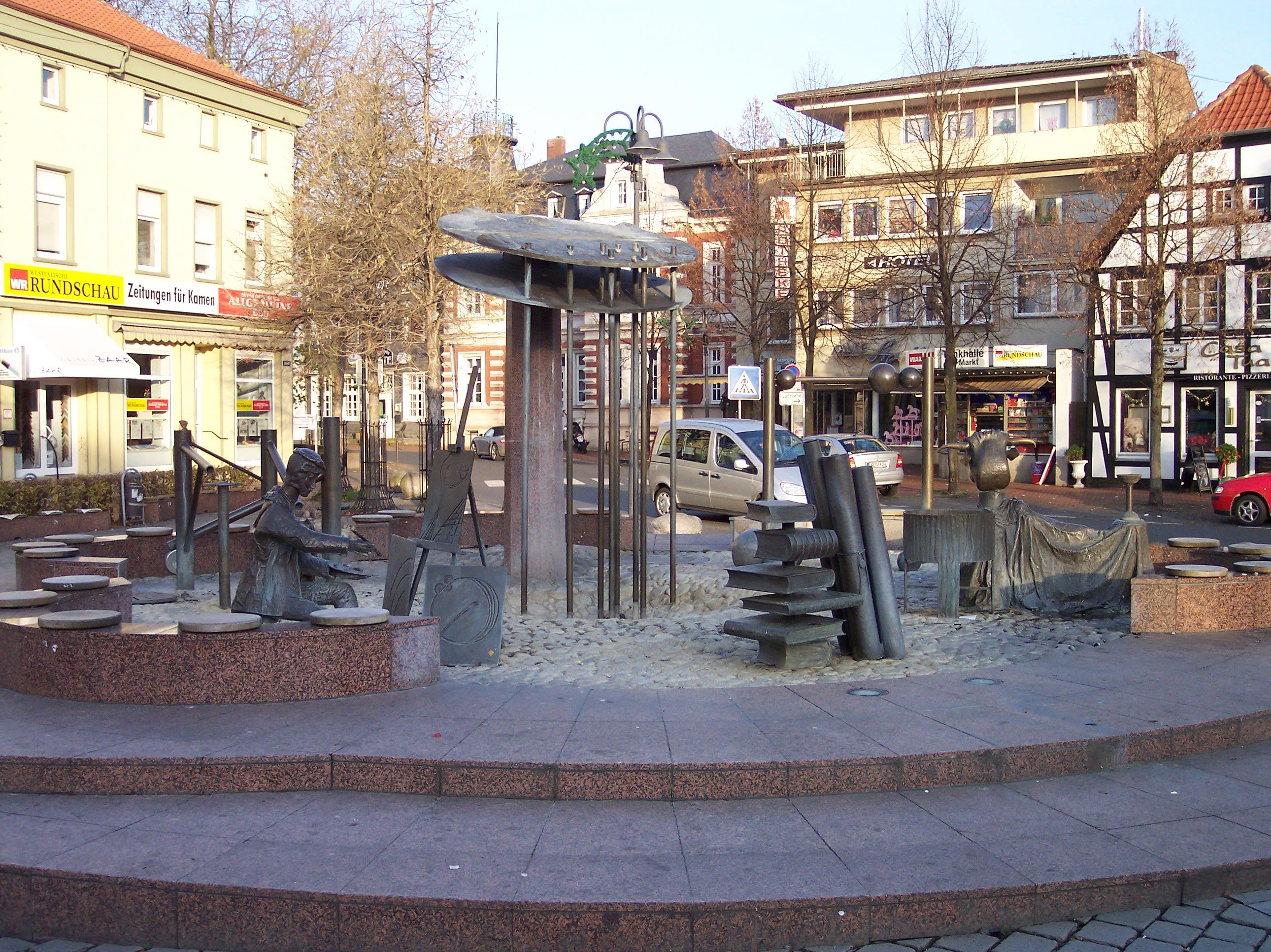
ディー・クヴェレ
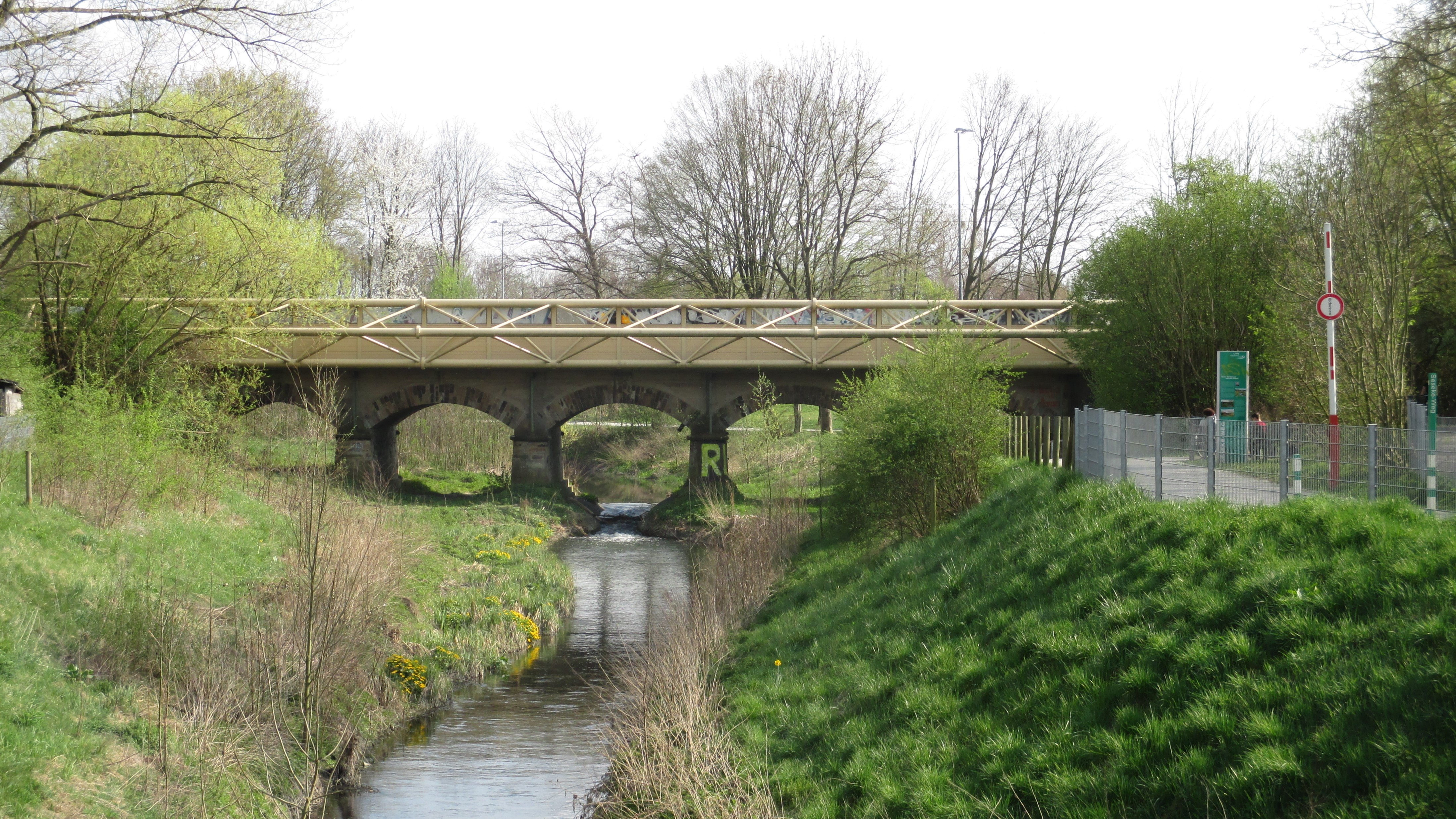
防音壁設置後の5連アーチ橋
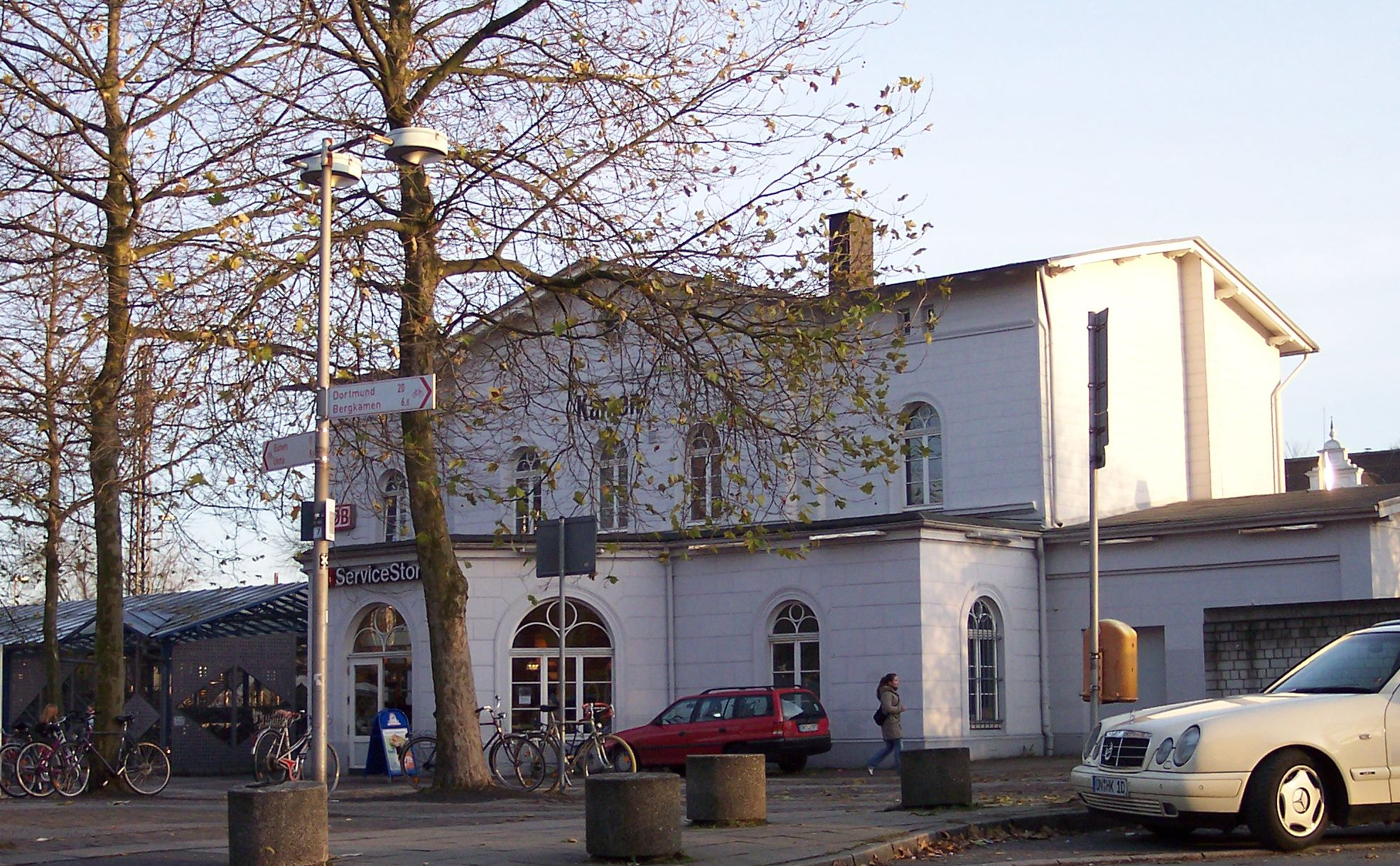
カーメン駅
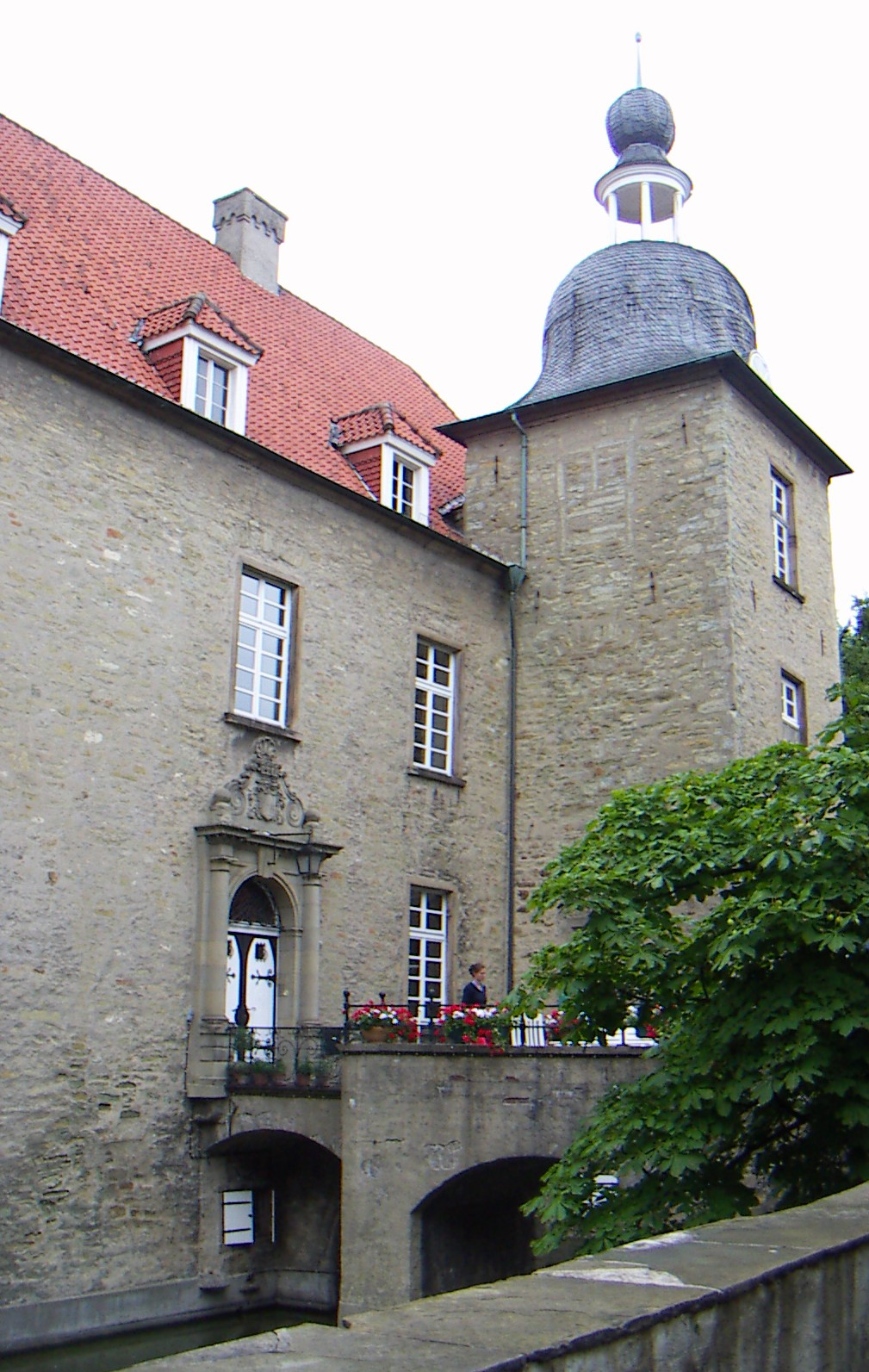
ヘーレン城
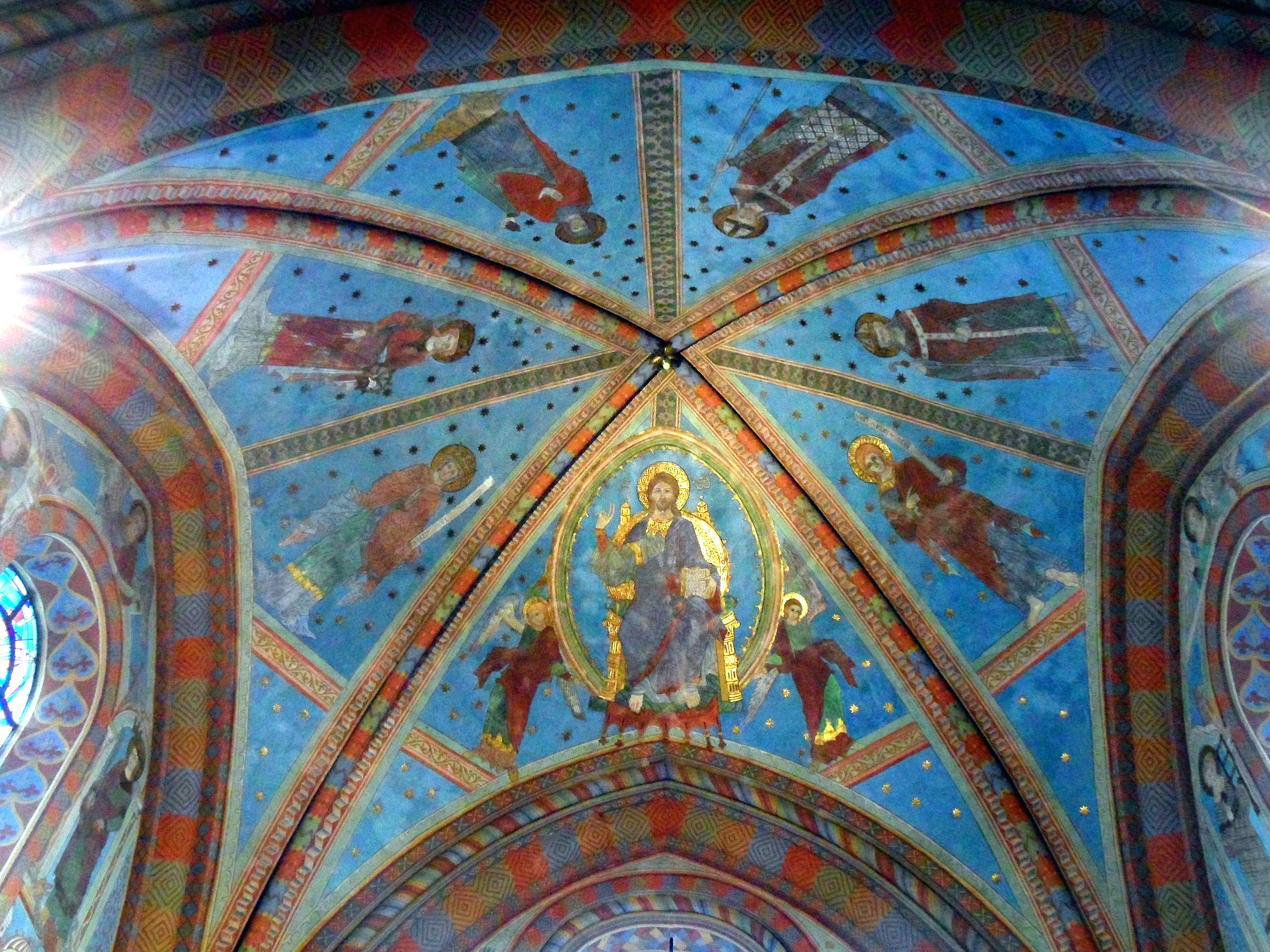
マルガレーテン教会内陣室の天井画

### シュタットハレ
シュタットハレ（市立ホール）は市庁舎に隣接している。ここでは様々な文化イベントや、サークル/運動団体主催の行事が開催されている。旅の劇団やコンサート＝アンサンブルが定期的に客演を行っている。さらに商業的なパーティー（たとえば「Ü 30-Fete」など）や、地元の自動車販売店の展示会、定期的なブックマーケット（カーメン・ライオンズクラブ主催）、ノミの市（たとえば鉄道模型市など）が開催されている。シュタットハレは建設当時から赤地で、年間約30万ユーロをカーメン市の財政から支出している。

### コンサート会場
カーメンにはギムナジウムの敷地内にコンサートホールがある他、劇場や演奏会場があり、定期的にコンサートや全国的に有名な旅の劇団の客演が行われている。

### クラブ・団体
カーメンでは活発なサークル活動が行われている。
- スポーツクラブ
  - サッカー
  - 陸上競技
  - ハンドボール
  - グライダー、動力付きグライダー、ウルトラライトプレーン、模型飛行機
  - 卓球
  - 水泳（水球を含む）
  - 自転車競技
  - ビリヤード
  - アルティメット
  - パラアイスホッケー
  - インディアカ
  - ダンス
  - テニス
  - 乗馬
  - フロアボール
  - チェス
- 射撃クラブ
- 合唱団
- マンドリンおよびギター・クラブ・カーメン＝ヘーレン 1924 e.V.[9]
- ブリーダー協会
- 模型クラブ（大きな模型飛行機用飛行場を有している。内燃機関を持つ模型飛行機が発着できる飛行場は希である）
- モータースポーツクラブ（ジュニアモータースポーツやオールドタイマースポーツを行っている）
- ミュージシャン主導の「ラウト＆レスティヒ e.V. - カーメンのアマチュア音楽振興会」（現在も活動しているドイツの音楽家主導のサークルの中で最も古いものの1つである）
- ドイツ・アマチュア＝ラジオ＝クラブ (DARC)

### 年中行事
ノルトライン＝ヴェストファーレンの夏季休暇が始まる前に、数日間にわたって「旧市街/ブルネンフェスト」が開催される。復活祭の休暇や秋休暇にも、やはり数日間にわたって「ゼヴェリーン・マーケット」が開催される。その終わりあるいは近い日に花火を伴うキルメス（教会開基祭）がある。夏の終わりにはメトラー地区で「プフラウメンキルメス」（直訳: プラムの教会開基祭）が開催される。国際的に観光客が訪れる凧フェスティバル「KITE」は1987年から毎年、カーメン＝デルネのグライダー飛行場で開催される。そのハイライトは、凧揚げと花火が行われる土曜の夜の「ナハトドラーヒェンフリーゲン」である。

## 経済と社会資本

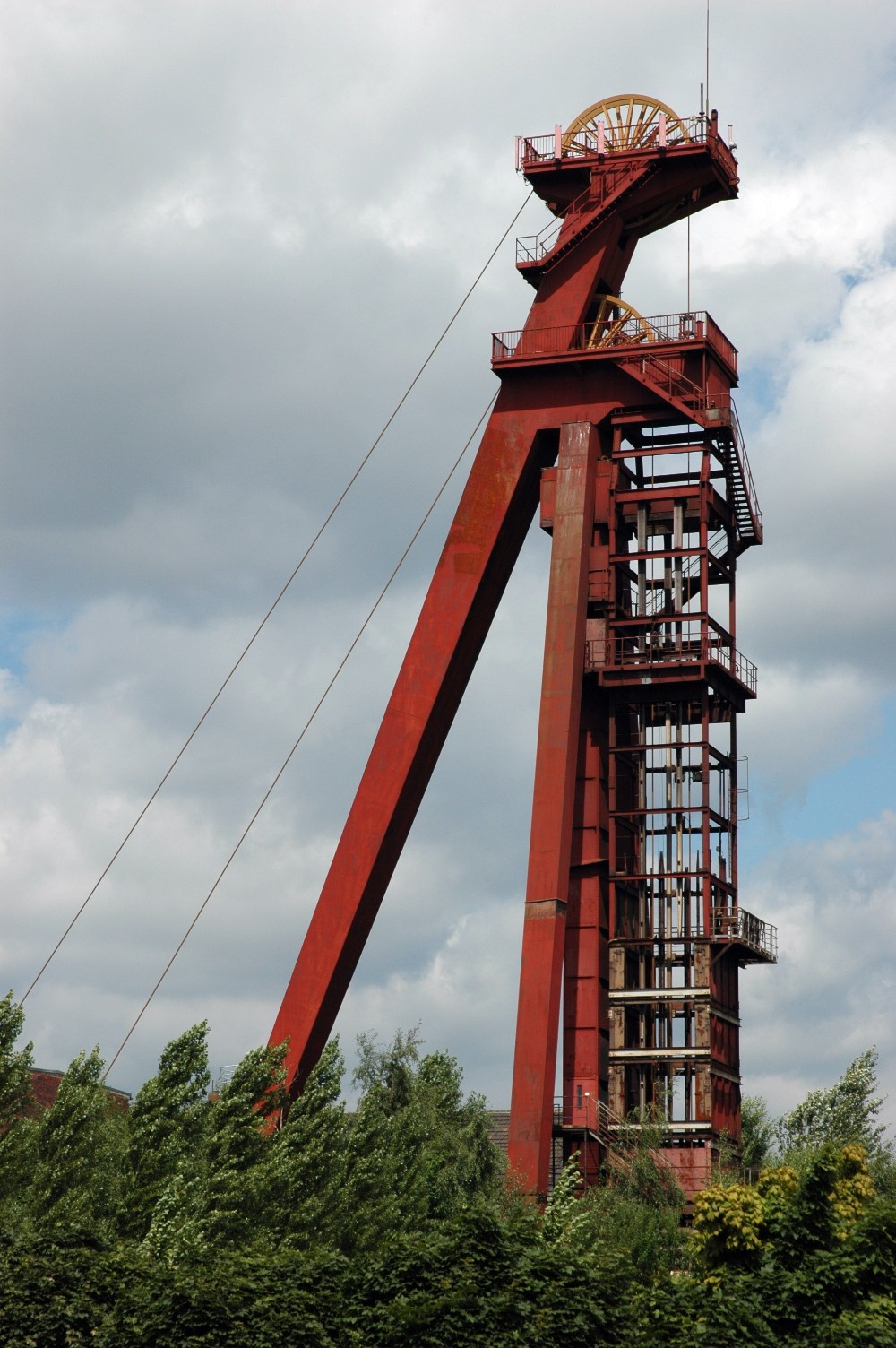
閉山されたモノポール炭鉱に遺された竪坑櫓

かつてのモノポール炭鉱の敷地に、技術・起業センターがある。ここには、自転車店、ピアノ修理・販売店、コンピュータ製造・販売企業、ステージPA技術の専門店、および数多くの食品マーケットがある。周辺には内装用品の大型販売店もある。
カーメンはいくつかの大企業や機関の所在地である。IKEAのドイツで最初期の支店の1つが1970年代にオープンし、2005年にアウトバーン A1号線東側の広い敷地に移転した。アメリカ企業の 3M は、カーメンに接着剤と絆創膏のの製造工場（従業員数440人）を有している。駅の近くには、歯車工場レヒライトナー、冷間圧延工場ギュルデ（従業員数150人）、モバイル工業用アプリケーション向けのエネルギーおよびデータ伝達システム製造業者「ファーレ」社（従業員数約500人）がある。カーメン＝メトラーでは約150人の従業員がデュラブルの事務消耗品を製造している。
2016年に、その数年前に閉店して取り壊されたカルシュタット＝カウフハウス（百貨店）の敷地に、大型食料品店、ドラッグストア、様々なブティックが入居する新しい建物「カーメン・クヴァドラート」がオープンした。
内市街には、1857年に開設された市立貯蓄銀行が、その本店を構えている。カーメン貯蓄銀行は、2013年にウナ貯蓄銀行と統合された。個の金融機関は「ウナカーメン貯蓄銀行」という名称を名乗っている。コメルツ銀行とフォルクスバンクはカーメンに支店を置いている。日用品店、ブティック、写真店、小さな食堂、アイスクリーム屋の他に、内市街には大きな電子機器販売店もある。

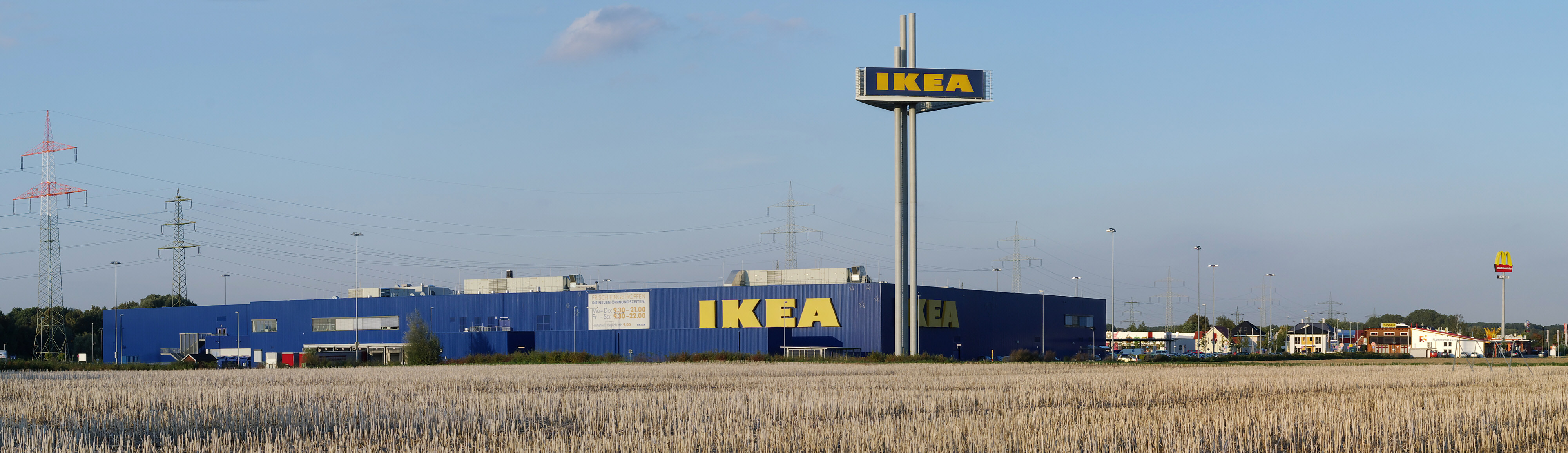
カーメンのIKEA
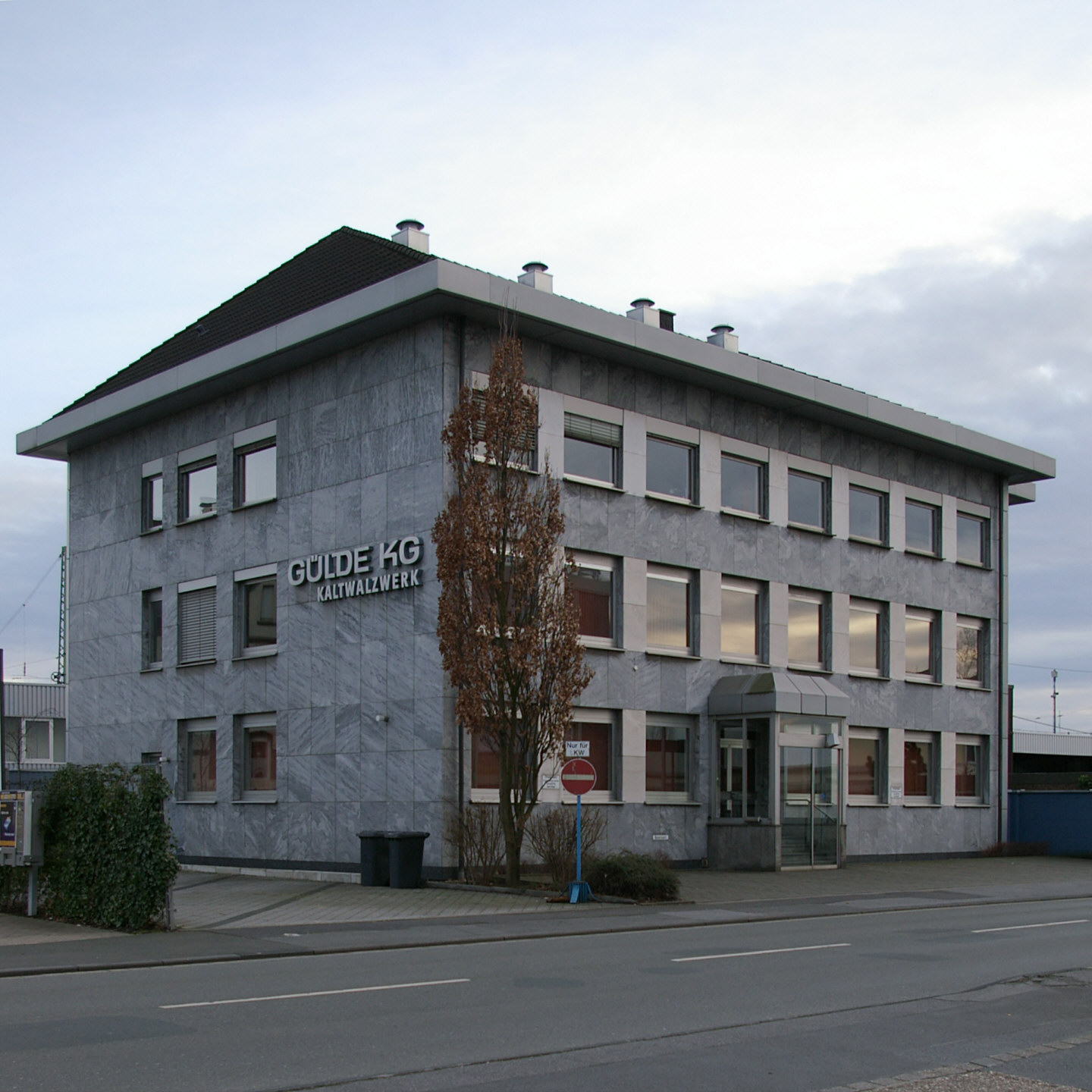
ギュルデ
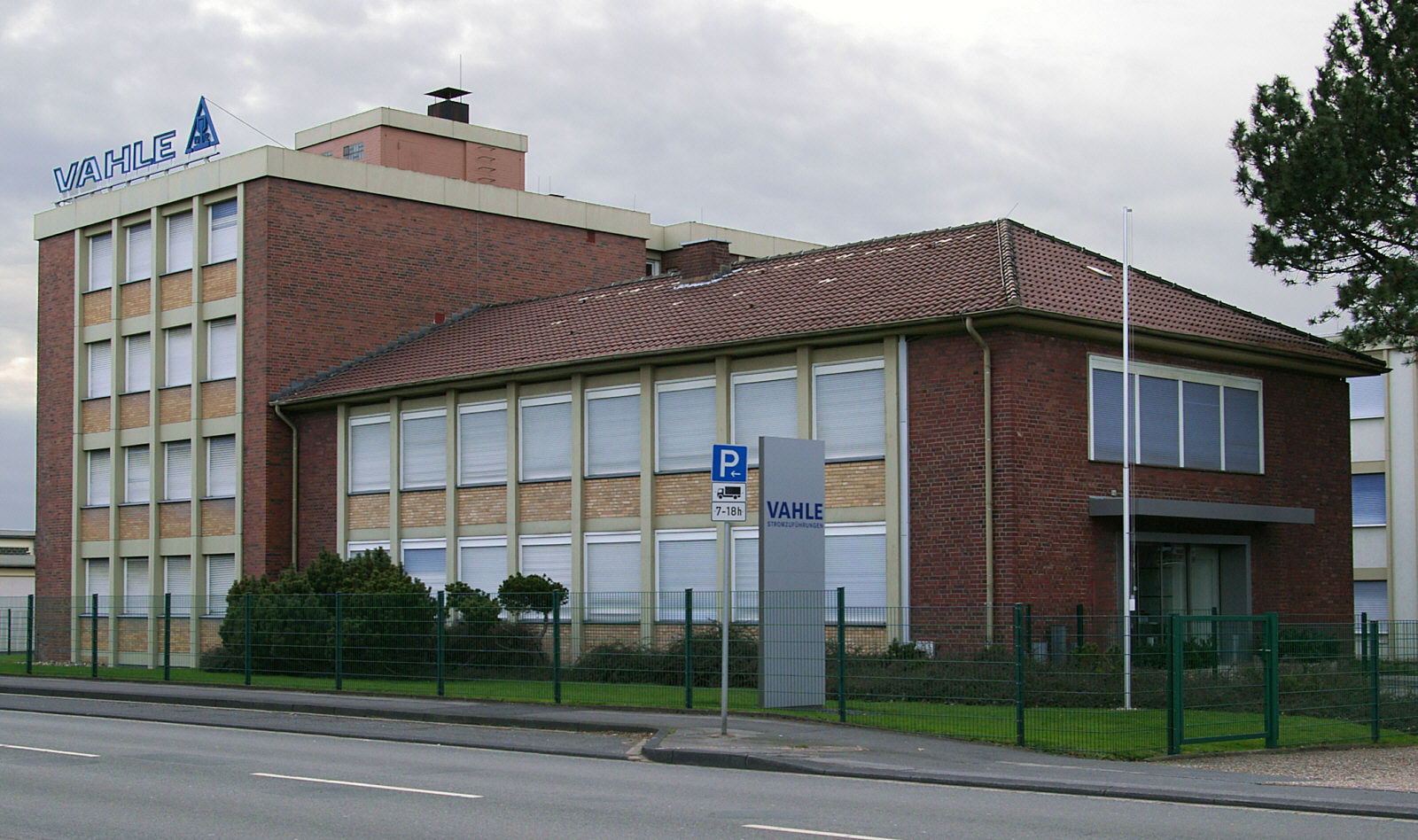
ファーレ
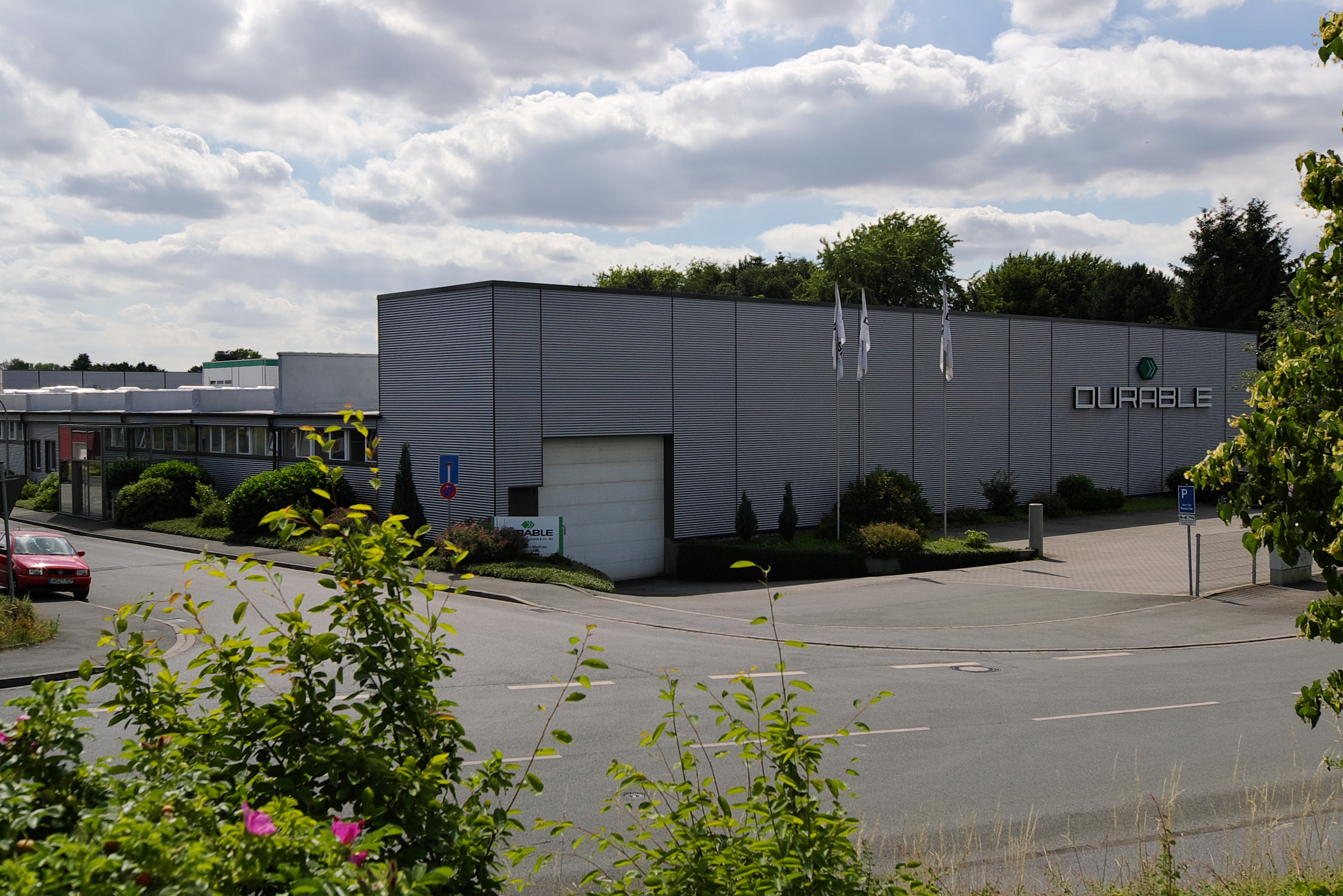
デュラブル
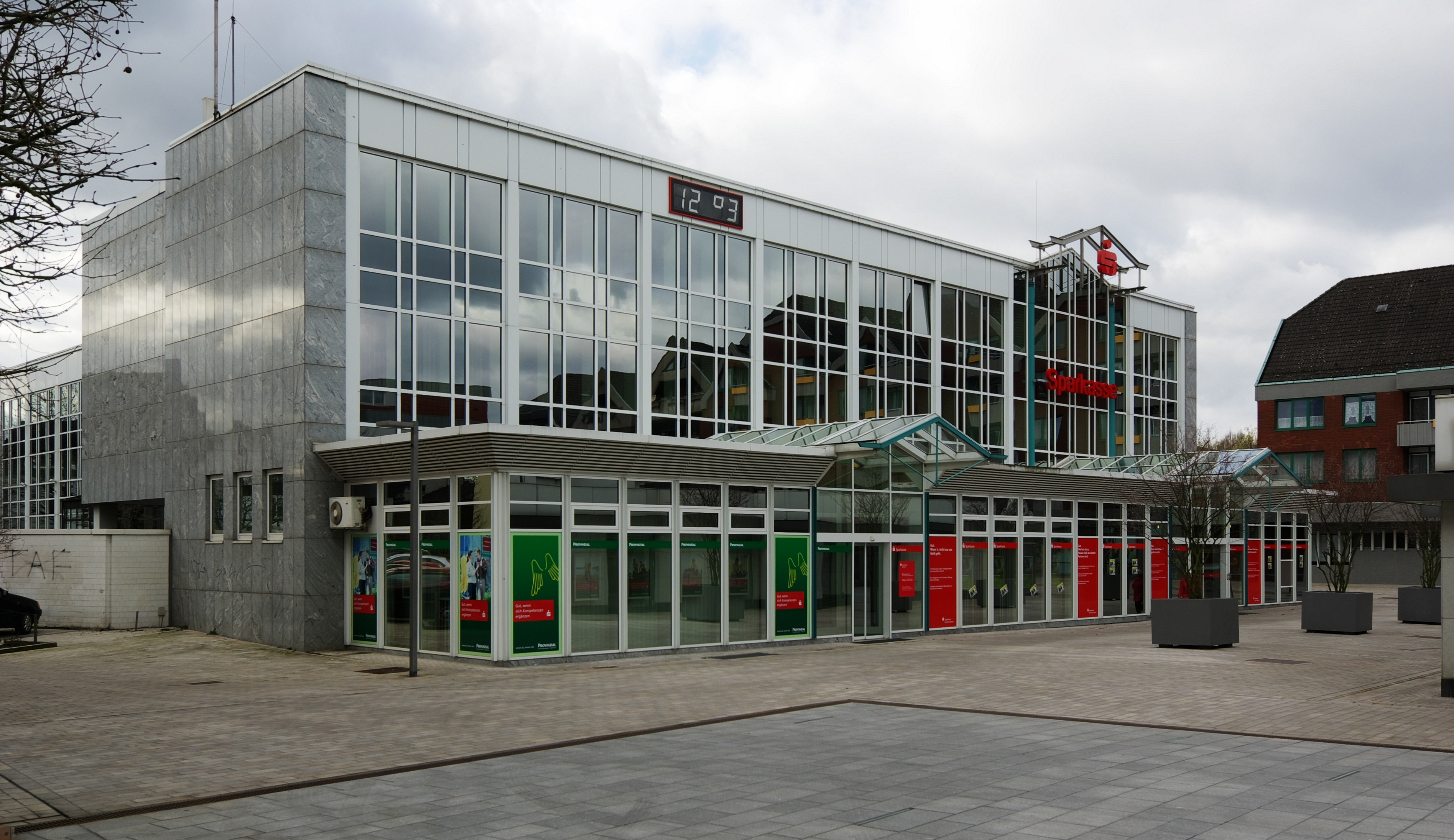
カーメン貯蓄銀行本店

### 交通

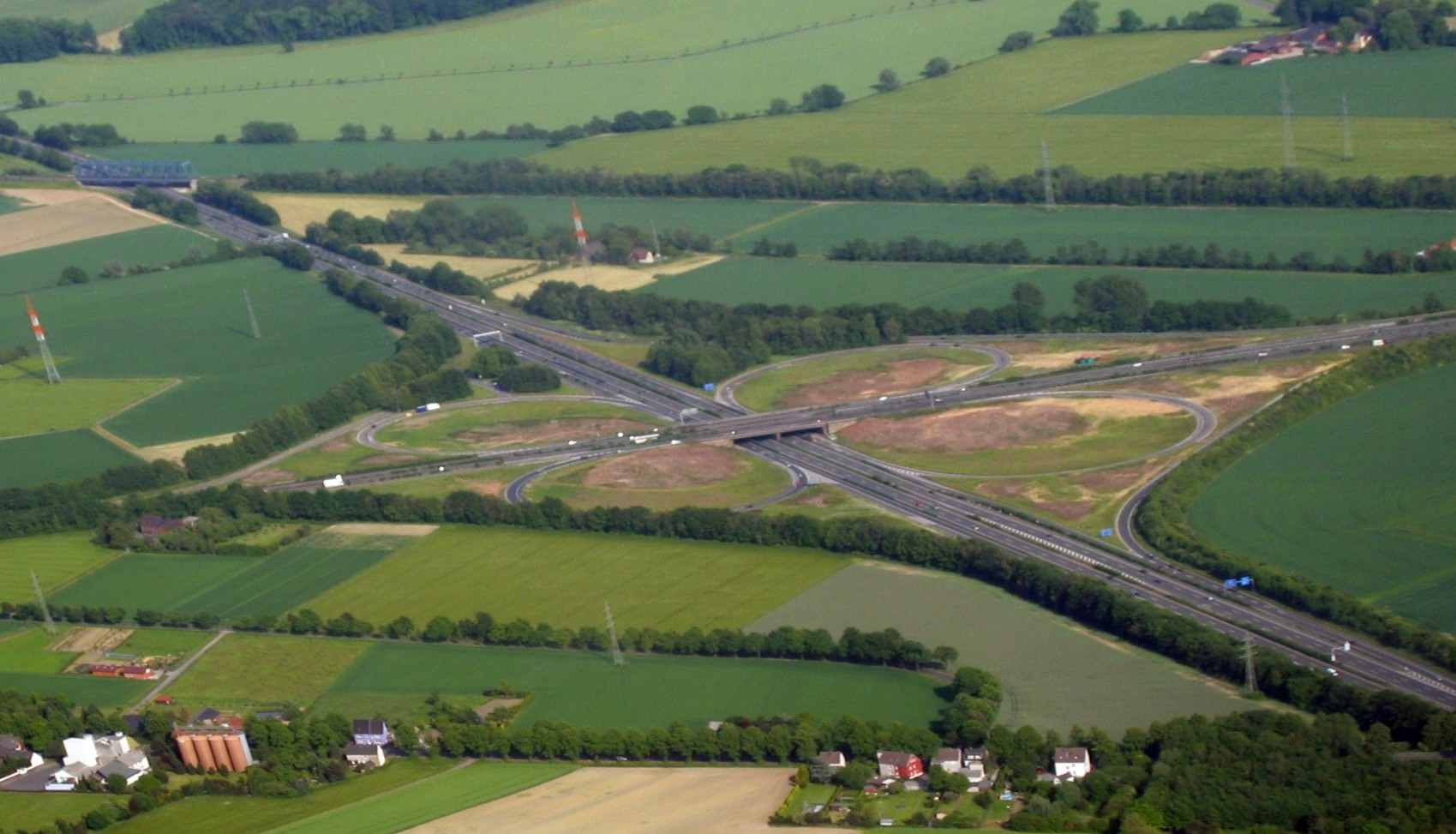
カーメン・ジャンクション

#### 道路
カーメンは、アウトバーンのジャンクション「カーメナー・クロイツ」（カーメン・ジャンクション）で知られている。これは北から南に向かう A1号線（リューベック - ザールブリュッケン）と西から東に延びる A2号線（オーバーハウゼン - ベルリン）が交差するジャンクションである。2009年まで改良工事が行われ、6車線で通行できる。
カーメンを以下の連邦道 (B) および州道 (L) が通っている。
- B61号線: リューネンの B54号線を起点とする。西からベルクカーメンのオーバーアーデン市区を通って本市に入りカーメンの中央を通って、ベルクカーメンのオーヴァーベルゲ地区南部の田園地帯を通る。ここからウナ郡を離れ、ハム方面に向かう。合計約 160 km で、ブレーメンの入口にあたるバッスムを終点とする。
- B233号線: ヴェルネの B54号線を起点とする。ベルクカーメン経由でカーメンを南北に通っており、A1号線のインターチェンジを終点とする。ここからウナまでは L678号線となる。ウナからは B233号線としてイーザーローンに至り、A46号線に接続する。
- L663号線: ドルトムントから来る道路である。この道路はジュートカーメン地区とヘーレン＝ヴェルヴェ地区を通過する。さらにベーネンのフリーリヒ地区を通って、ハム＝オスターフリーリヒの B63号線を終点とする。
- L665号線: ハムのペルクム地区のB61号線を起点とする。ベーネンのノルトベッゲ地区およびアルテンベッゲ地区、ヘーレンヴェルヴェを経由してウナに至り、L678号線（旧B233号線）に接続して終点となる。
- L821号線: ベルクカーメンのハイル地区を起点とする。この道路はおおむね北から南にオーバーアーデン、メトラー、ウナのマッセン市区およびホルツヴィッケデを経由してドルトムント＝アプラーベックで B234号線に接続する。

#### 自転車
カーメンには多くの整備された自転車道が市内および周辺市町村を結んでいる。そのいくつかは大部分が交差点のない道路である。自転車道の多くはかつての炭鉱列車の軌道跡を通っている。さらにカーメンには駅までの自転車ステーションの他に、内市街にファールラートパルクハウス（駐輪場）がある。ルール高速自転車道 (RS1) も市内を通っている。
特に重要で良く整備された自転車道として以下のものが挙げられる。
- ミッテからヴェスティック、クルル、フーゼン、シャルンホルストを経てヘシュパルクまでのケルネバッハ沿いの自転車道
- 旧鉄道フレンデンベルク - カーメン線およびベルクカーメン＝オーヴァーベルゲ - カーメン＝ミッテ - ウナ＝ケーニヒスボルンを結んでいたクレックナー鉄道の軌道跡
- 旧モノポール炭鉱の敷地からベルクカーメン＝オーヴァーベルゲおよびリュンテ経由でヴェルネに至る旧炭鉱鉄道の軌道跡
- ヘーレン＝ヴェルヴェとベーネンとを結ぶマックス＝フォン＝デア＝グリューン＝ヴェーク
- フリーリヒからベーネン、カーメン＝ミッテ、ベルクカーメン経由でリューネン＝ホルストマールまでのゼーゼケ自転車道

#### 鉄道
最も古く、運行本数の多い幹線鉄道の1つがカーメンを通っている。ケルン - ミンデン鉄道のドルトムント - ハム間がそれである。2021年現在、平日には両方向に4本のレギオナルエクスプレス (RE1, RE3, RE6, RE11) がそれぞれ1時間間隔でカーメンに発着する。カーメン＝メトラー駅に停車するのは RE1 と RE3 だけである。
| 路線番号    | 主な停車駅 | 運行間隔                                                                       |
| ----------- | --- | ------------------------------------------------------------------------------ |
| RE 1 (RRX)  | NRW-エクスプレス アーヘン中央駅 - シュトルベルク (ラインラント) 中央駅 - エシュヴァイラー中央駅 - ケルン中央駅 - レーヴァークーゼン・ミッテ - デュッセルドルフ中央駅 - デュッセルドルフ空港 - デュースブルク中央駅 - ミュルハイム (ルール) 中央駅 - エッセン中央駅 - ボーフム中央駅 - ドルトムント中央駅 - カーメン＝メトラー（ラッシュ時のみ） - カーメン - ハム (ヴェストファーレン) 中央駅 2020年6月の時刻表に基づく | 60分                                                                           |
| RE 3        | ライン＝エムシャー＝エクスプレス デュッセルドルフ中央駅 - デュッセルドルフ空港 - デュースブルク中央駅 - オーバーハウゼン中央駅 - ゲルゼンキルヒェン中央駅 - ヴァネ＝アイケル中央駅 - カストロプ＝ラウクセル中央駅 - ドルトムント中央駅 - カーメン＝メトラー - カーメン - ハム (ヴェストファーレン) 中央駅 2019年12月の時刻表に基づく                                                                                    | 60分                                                                           |
| RE 6 (RRX)  | ライン＝ヴェーザー＝エクスプレス ケルン/ボン空港駅 - ケルン中央駅 - ノイス中央駅 - デュッセルドルフ中央駅 - デュッセルドルフ空港 - デュースブルク中央駅 - ミュルハイム (ルール) 中央駅 - エッセン中央駅 - ボーフム中央駅 - ドルトムント中央駅 - カーメン - ハム (ヴェストファーレン) 中央駅 - ギュータースロー中央駅 - ビーレフェルト中央駅 - ミンデン (ヴェストファーレン) 駅 2019年12月の時刻表に基づく               | 60分                                                                           |
| RE 11 (RRX) | ライン＝ヘルヴェーク＝エクスプレス カッセル＝ヴィルヘルムスヘーエ駅 - パーダーボルン中央駅 - ハム (ヴェストファーレン) 中央駅 - カーメン - カーメン＝メトラー - ドルトムント中央駅 - ボーフム中央駅 - エッセン中央駅 - ミュールハイム (ルール) 中央駅 - デュースブルク中央駅 - デュッセルドルフ空港 - デュッセルドルフ中央駅 2019年12月の時刻表に基づく                                                                 | 120分 （カッセル - パーダーボルン） 60分 （パーダーボルン - デュッセルドルフ） |

将来的には、ライン＝ルール＝エクスプレス (RRX) の２、３、４、６号線がカーメン駅で、3号線がカーメン＝メトラー駅で利用可能となる予定である。すでに RE1 と RE11（アベリオ）および RE6（ナショナル・エクスプレス）は RRX の暫定運行で営業している。
1854年に完成し、1906年に拡張されたカーメンの駅舎は、1850年頃に建設された建築文化財となっている。プロジェクト「IBAエムシャー＝パルク」（国際建築博エムシャー・パルク）の一環で、1990年代末に大規模な再開発が行われ、自転車ステーション（ノルトライン＝ヴェストファーレン州で最初の施設であった）が完成した。2015年に駅は新たに改修され、バリアフリーとなった。
カーメン駅からウナ方面へのフレンデンベルク＝カーメン線が分岐していた。現在では使われていないカーメン駅とヘンリー＝エヴァーリング通りとの間の接続線とウナ＝ケーニヒスボルンまで延伸された路線を除いて、この路線は1955年から解体されている。この路線沿いには、現在のヘーレン＝ヴェルヴェ地区にヘーレン駅があったが、1918年（カーメンとの合併前）にすでに廃止されていた。

#### バス
1908年から1950年までカーメンはウナ - カーメン - ヴェルネ軽便鉄道の営業上の中心地であった。この鉄道は、標準軌、600 V の架空電車線方式の路面電車であった。その廃止後に設けられた後継バス路線がウナ郡交通共同体 (VKU) の基本骨格となった。
現在は、鉄道交通以外のその他の公共旅客交通も地元の VKU が管理している。以下の路線がパターンダイヤでカーメンを運行している。
- 高速バス路線
  - S81 ヴェルネのホルトカンプからカーメン駅経由でウナ駅まで
- 地域バス路線
  - R13 ベルクカーメン・バスステーションからカーメン駅まで
  - R54 ウナ駅からカーメン＝メトラーのルター広場まで（カーメン＝メトラーのシュミーデヴェークからカーメンのマルクトまでC24として引き続き運行する。）
  - R81 ヴェルネの病院からカーメン駅経由でウナ駅まで（ベルクカーメン＝リュンテのケッテラージートルング経由）
  - R82 ヴェルネの病院からカーメン駅経由でウナ駅まで（ベルクカーメン＝リュンテの産業パーク経由）
  - R81 カーメンのアルヴァートからカーメン駅（数本のみ）
- 都市バス路線
  - C21 カーメン駅からカーメンのリューナー・ヘーエ
  - C22 カーメン＝ジュートカーメンの墓地からカーメンのマルクトまで
  - C23 カーメン駅からケーメン＝ヘーレンの記念碑まで（ここからウナ駅までR53として、またはベーネンのヴォールト通りまでR92として引き続き運行する。）
  - C24 カーメンのマルクトからカーメン＝メトラーのシュミーデヴェークまで（ここからウナ駅までR53として引き続き運行する。）
  - C91 カーメン＝ヘーレンの記念碑からベーネン＝ノルトベッゲのユングホルツ通りまで
- 直通バス
  - D80 ベルクカーメン・バスステーションからカーメン駅まで
  - D86 シュヴェールテ駅からカーメンのヴェストリング経由でヴェルネの Amazon またはヴェルネ駅まで
- ナハトAST路線
  - NachtAST カーメン（下記参照）

さらにパターンダイヤでないバス路線や、通学日の朝と昼だけ運行する通学バスもある。
全ての路線にはヴェスファーレン運賃連合（「ミュンスター／ルール＝リッペ」交通網）の運賃が適用される。ライン＝ルール交通連盟 (VRR) の地域に越境する場合、すなわちドルトムント行きなどは、VRRのバス・鉄道運賃の対象となる。
ナハト＝アンルーフ＝ザンメル＝タクシー（直訳: 夜行呼び出し型乗り合いタクシー、略称: ナハトAST、デマンド型交通の一形態）は、カーメン＝ミッテ、カーメン＝メトラー、カーメン＝ジュートあるいはカーメン＝ヘーレンの定められた停留所からカーメンやベーネンの玄関先まで運行している。
カーメンのマルクトおよびカーメン駅には、VKUの路線ごとに異なる乗り場を持つバスステーションがある。

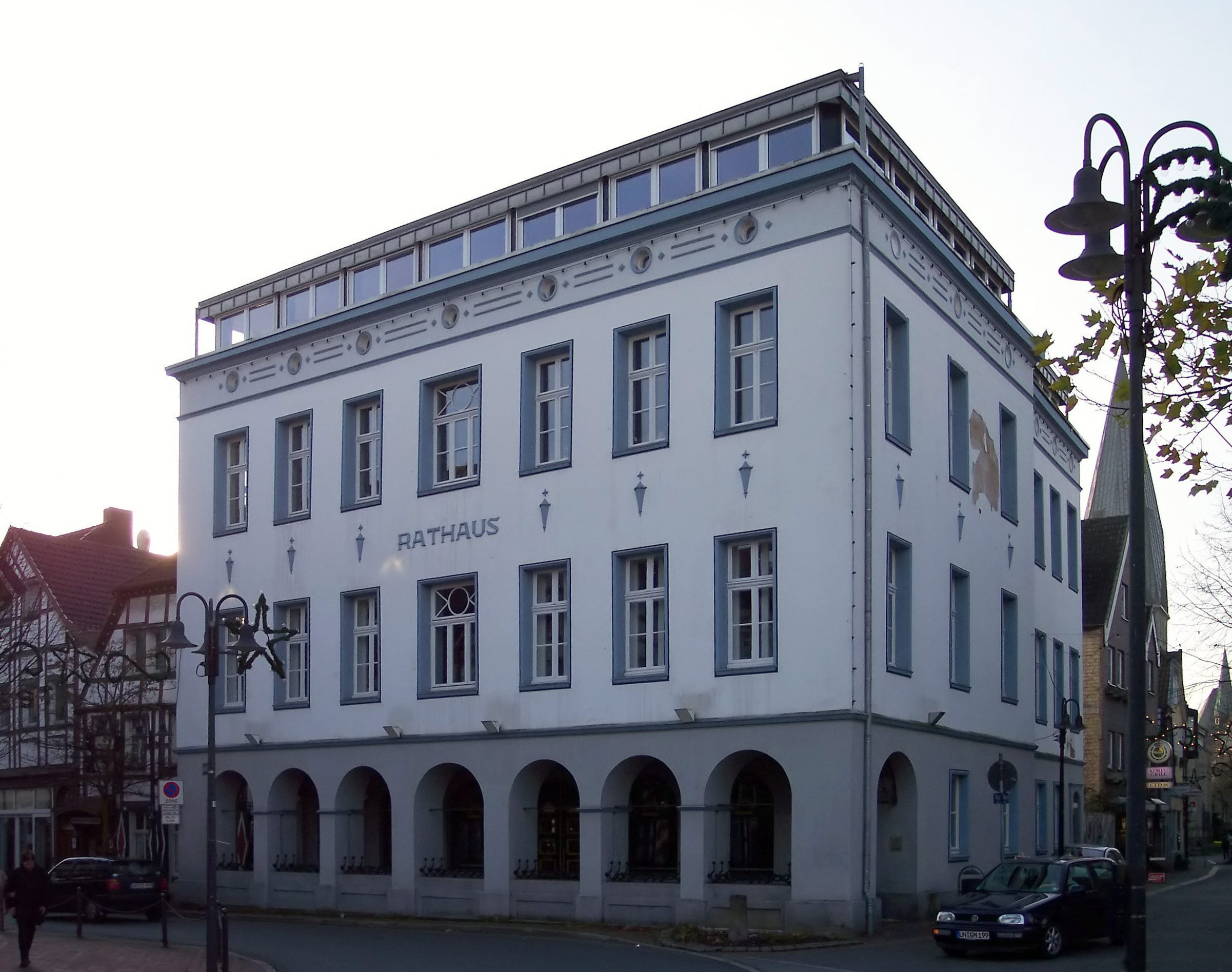
市立図書館が入居している旧市庁舎

### 教育
カーメンには様々な形態の学校がある。さらに音楽学校や市民大学も存在する。市立図書館は1998年にアルター・マルクトの旧市庁舎内に移転した。

#### 基礎課程学校
- カーメン＝ミッテおよびジュートカーメン
  - ディースターヴェークシューレ
  - フリードリヒ＝エーバート＝シューレ
  - ジュートシューレ/ヨーゼフシューレ（学校連合）
- カーメン＝メトラー
  - アイヒェンドルフシューレ
  - ヤーンシューレ
- カーメン＝ヘーレン＝ヴェルヴェ
  - アストリート＝リントグレン＝シューレ/シューレ・イン・デア・マルク（学校連合）

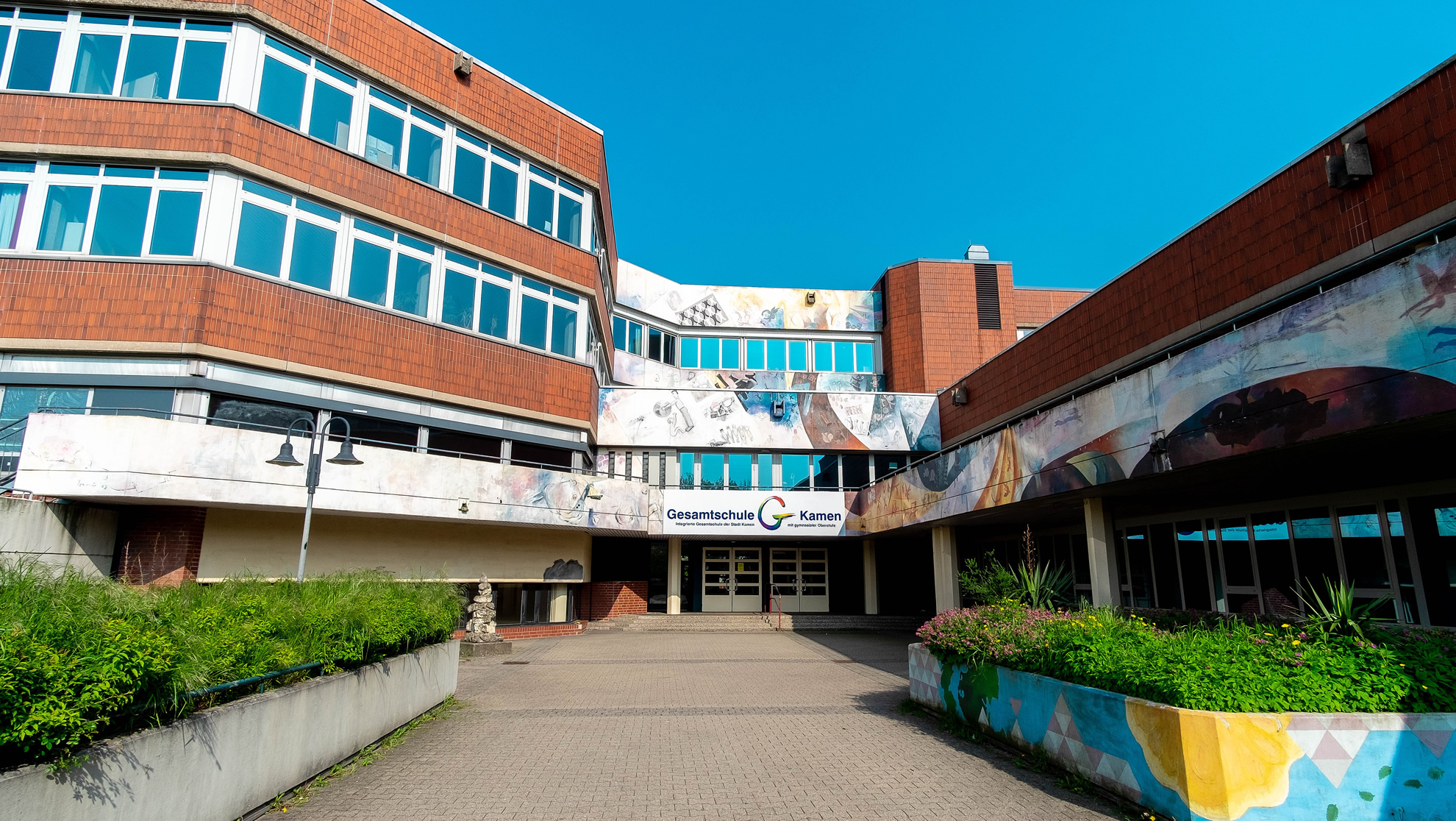
カーメン総合学校

#### 上級学校
- カーメン市立ギムナジウム
- カーメン総合学校
- フリチョフ・ナンセン実科学校
- カーメン市立本課程学校

### 幼稚園と福祉施設
カーメンの各市区に幼稚園が存在する。カーメン地区では、市立幼稚園と宗教別の幼稚園を選ぶこともできる。カーメンの幼稚園事情は総じて良好である。
障害者や老人の養護施設としては、カーメン＝ジュートのユストゥス＝ペルテス＝ハイムがまず挙げられる。この施設は障害者のための住居兼作業所である。カーメン＝ヘーレンでは、福音主義教会のペルテス＝ヴェルクがハウス・ミュールバッハを運営している。さらに、大規模老人ホーム「アム・シュヴィムバート」があり、別の民営施設がホーホ通りの東側にフォルカーマン＝ホーフを増設している。
カーメンでは、市立基礎課程学校内にトルコ＝ドイツ・クラブが設けられている。さらに全ての市区に、クラブや団体、大家族がイベントに用いることのできるホールがある。

### 消防団
カーメン市の消防団は、7つの消防班（3消防隊）で編成されている。
- ミッテ、ジュートカーメン（第1消防隊）
- メトラー、ヴェスティック、ヴァッサークルル（第2消防隊）
- ヘーレン＝ヴェルヴェ、ロットゥム（第3消防隊）

カーメン消防団にはボランティア以外に専任の監視員が存在する。この職員は主にカーメン、ベルクカーメン、ベーネンの救急サービスを担当している。
カーメン消防団には、合計23台の車両がある。ミッテに9台+救急車、ジュートカーメンに2台、ヴェスティックに2台、ヴァッサークルルに1台、ヘーレン＝ヴェルヴェに4台、ロットゥムに1台である。
カーメン・ジャンクションがその活動管内にあることから、ほとんどの車両は技術的救急支援にフォーカスされている。各消防隊には、少なくとも1台の油圧救出装置を備えた救護消防車とタンク車が配備されている。

### スポーツ施設とレジャー施設
カーメンには多くのサッカークラブの他に、VfLカーメンをはじめとする活発なスポーツクラブがある。VfLカーメンは、市の西部のヘムザックに優れたトレーニング設備を持つスポーツ施設を有しており、多くのスポーツ種目の部門がある。近くの「アム・シュヴィムバート」には、通りの名前が示すように、大きな屋外プールがあり、しばしば水泳大会が開かれる。特に年に2回、全国規模の水球大会がここで開催される。
この屋外プールの向かい側に、プレストレストコンクリート製のアーチ構造で造られた建築上興味深い体育館がある。この体育館は近隣の基礎課程学校や本課程学校の学校体育館としての役割に加えて、スポーツクラブが利用することもできる。特に VfLカーメンのハンドボール部門が利用している。この体育館のジュニアスペースには、ビリヤード＝スポーツクラブ・カーメンのクラブ室もある。数多くの学校体育館の中でもフリードリヒ＝エーバート体育館は特筆に値する。この体育館は、快適な器具を備えており、特に器械体操にとって理想的なトレーニングおよび競技施設である。1989年から VfLカーメンの体操部門と交流のあるベラルーシの代表体操選手は2年ごとに模範演技を行い、この地域のスポーツ愛好者を魅了している。

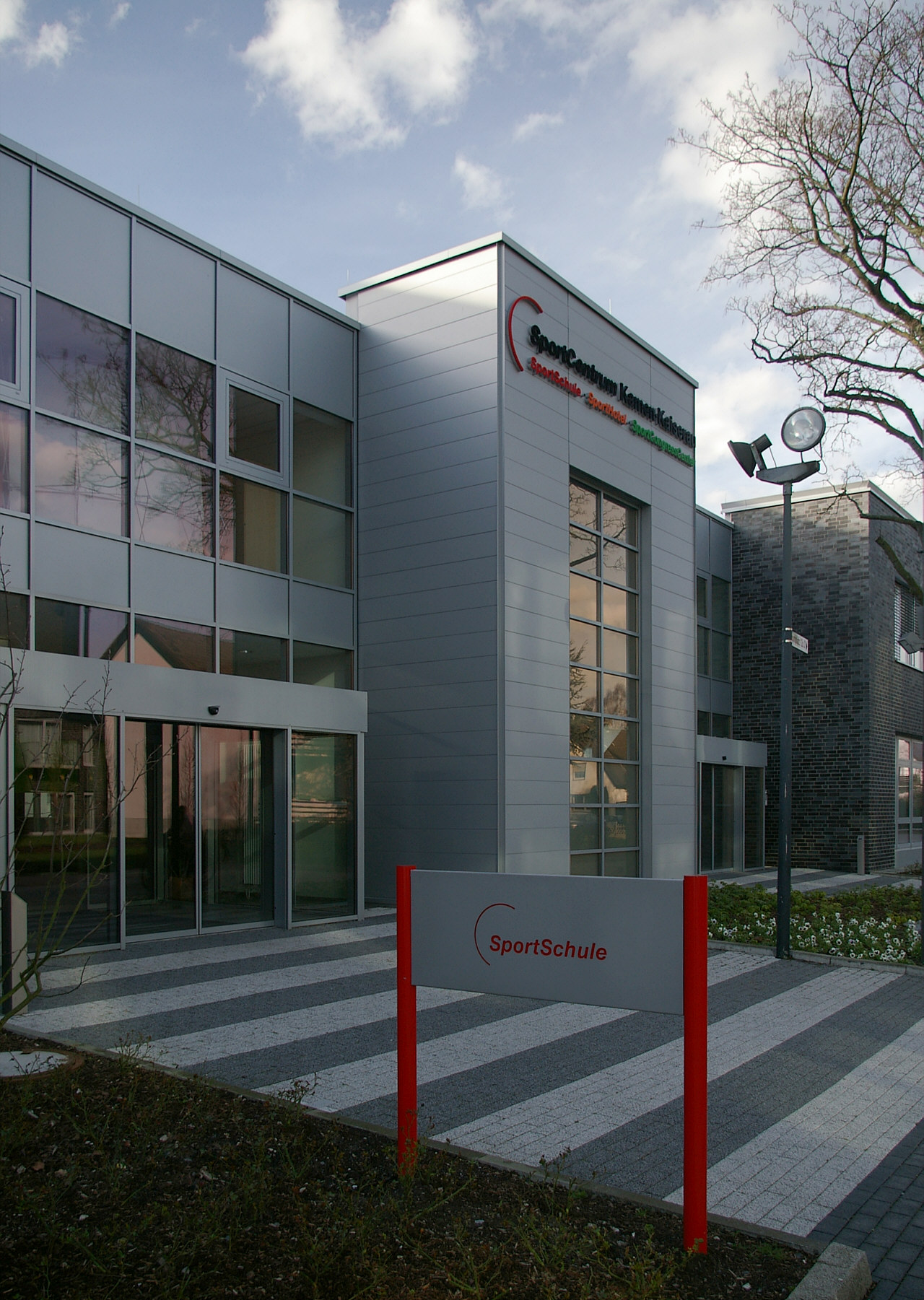
カイゼラウ・スポーツ学校

カーメンのスポーツにおける最も重要な表看板が、ヴェストファーレン・サッカー陸上競技連盟 (FLVW) のカイゼラウ・スポーツ学校である。この施設は、有名なダンス競技の競技会場としての機能に加えて、サッカードイツ代表チームや陸上競技のカナダ代表チームなどのナショナルチームの練習場としてしばしば用いられる。2006年サッカーワールドカップ・ドイツ大会では、カイザーラウはスペイン代表チームの合宿地となった。
カーメンには3つのテニスクラブがある。カーメンで最も古いテニスクラブである VfLカーメンのテニス部門の施設は、シュヴィムバート複合体に隣接している。2番目に大きなクラブが8面のクレーコートと3面の室内コートを有するTCメトラーで、ドルトムント＝フーゼンとの市境近くのメトラーにある。カーメン＝ヘーレンには、後に市長で名誉市民となるヴェルネー・ベルクが設立した HTC 1975 e.V. がある。当初は7面のクレーコートであったが、2006年からはクレーコート6面とビーチテニスコート1面を有した。ヘーレンのテニスクラブは、会員数が大きく減少したため7面のうち4面を放棄した。ビーチテニスコートはふたたび通常のコートに戻された。この第3コートは2019年半ばに再び改造された。投資家がここにアウトドア＝パデル・アリーナを建設したのである。スペインや南アメリカで普及しているこのゲームを楽しむために、照明施設のあるコートが2面設けられている。
ヴェストファーレン・テニス連盟は、カーメンの VfL-テニス場の近くに本部を置いている。連盟はここで練習・指導センターを運営している（クレーコート4面、ハードコート1面、屋内コート4面）。
カーメン市内にはミニゴルフ場がある。また、ホクトの市境を越えてすぐ隣のベルクカーメン＝オーヴァーベルゲにもミニゴルフ場がある。

## 人物

### 出身者
- ヨハン・ブクストルフ（ドイツ語版、英語版）（1564年 - 1629年）改革派神学者、ドイツにおけるヘブライ語学およびアラム語学の創始者
- エルンスト・マルクス（1856年 - 1928年）法律家、哲学者
- ヴィルヘルム・ミッデルシュルテ（ドイツ語版、英語版）（1863年 - 1943年）作曲家、オルガン奏者
- エルマー・アルトファーター（ドイツ語版、英語版）（1938年 - 2018年）政治学者、作家
- ハンス＝ハインリヒ・バス（ドイツ語版、英語版）（1954年 - ）経済学者、経済史学者
- ハルトムート・ヴェーバー（ドイツ語版、英語版）（1960年 - ）陸上競技選手
- オリヴァー・カチュマレク（1970年 - ）政治家 (SPD)、ドイツ連邦議会議員
- フランク・ファーレンホルスト（ドイツ語版、英語版）（1977年 - ）サッカー選手、指導者

### ゆかりの人物
- アントン・プレトリウス（1560年 - 1613年）神学者。1586年から1588年までカーメンのラテン語学校校長を務めた。
- ゲルトルート・ボイマー（ドイツ語版、英語版）（1873年 - 1954年）女権論者、政治家

## 関連図書
- Heinz Stoob (1975). Westfälischer Städteatlas. 1. Dortmund/Altenbeken
- Ulrich Bonke; Stefan Milk (2005). Kamen – Bilder einer liebenswerten Stadt. Essen: Klartext-Verlagsgesellschaft. ISBN 978-3-89861-530-3
- Friedrich Buschmann (1842). Geschichte der Stadt Camen. Münster: Regensberg
- Klaus Goehrke (2010). Burgmannen, Bürger, Bergleute. Eine Geschichte der Stadt Kamen. Kamen: Freunde und Förderer des Museums